# 斯凯岛
斯凯岛（英語：Isle of Skye，/skaɪ/，或），是苏格兰内赫布里底群岛中面积最大的岛屿，为群岛主要岛屿中最北端的。岛屿上有以库林丘陵为代表的山区，多个半岛呈放射状从中向外伸出，而以岩石为主的山坡则造就了英国最壮观的山景之一。虽然有观点提出苏格兰盖尔语中表示羽翼的形状，但岛名的起源尚无定论。
斯凯岛自中石器时代以来一直有人居住。历史上曾在斯凯岛上居住的包括皮克特人和盖尔人等凯尔特部落、斯堪的纳维亚维京人、以及麦克劳德和麦克唐纳两个强大的挪威-盖尔人氏族。在1266年《珀斯条约》签订之前，该岛一直被视为挪威属土，之后该岛才移交给了苏格兰。
18世纪的詹姆斯党起义导致了氏族制度的瓦解，随后高地清洗行动使得当地社群被驱逐，而岛屿则被养羊场占据。岛屿在19世纪初有两万多人口，到20世纪最后十年下降到近九千人。1991年至2001年间，斯凯岛的人口增加了4%。2001年，约三分之一的居民为苏格兰盖尔语使用者。尽管这一比例正在下降，盖尔语仍在岛上的文化中发挥着重要作用。
斯凯岛的主要产业为旅游业、农业、渔业和林业。在地方行政区划上斯凯岛归于高地议会。该岛屿的最大定居点及首府为波特里，该镇以其风景如画的海港闻名。斯凯岛与邻近岛屿之间有渡船连接，自1995年起和苏格兰本土之间还可通过公路桥往来。当地气候温和、湿润、多风。岛上野生动物种类丰富，包括金雕、欧洲马鹿和大西洋鮭。当地植物群以石南花沼泽为主，周边海床上生活的无脊椎动物种群在全国范围具有重要性。斯凯岛作为场景出现在小说和故事片里，亦有以歌颂该岛为主题的诗歌和歌曲。

## 词源
最早有关该岛的书面文献，如古罗马时期的《拉文纳宇宙学》，其中提到了和，这些名字亦见于托勒密所作的地图上。它们可能来源于，为早期凯尔特语中“翼状”的意思，用来描述岛上的半岛如何从山区中心向外辐射。斯凯岛的历史随后受到盖尔语、古诺斯语和英语使用者的影响，尚不明晰这些语言中的岛屿名称有怎样的关系。岛名的词源究竟为何有多种说法，例如“有翼的岛”或“有缺口的岛”，但这一问题尚未得到明确解答。这一名字也可能来自更早的、盖尔语以外的其他语言。
是斯凯岛在一些北欧传奇中的名字，出现在哈康纳森传奇故事，以及一首作于1230年左右的吟游诗人的诗歌，收录于《挪威王列传》中。后者有一句译为“饥饿的战鸟在斯凯岛喝足了敌人的鲜血”。该岛也被挪威人称为（迷雾岛）、或（云岛）。该岛传统的盖尔语名称为（斯凯岛），另一种较新且不太常见的拼写方式为。1549年，群岛总铎唐纳德·门罗（Donald Munro）在一篇名为的文中写道：“这个岛在盖尔语中称为，用英语则是‘有翼之岛’，因为它有很多翼状和突出的地方，陆地被这样的海湾分隔开来。”但这一盖尔语名称的含义尚不明确。
，即"迷雾岛"，由挪威语翻译而成，是盖尔语中对该岛的一个诗意的命名。

## 地理

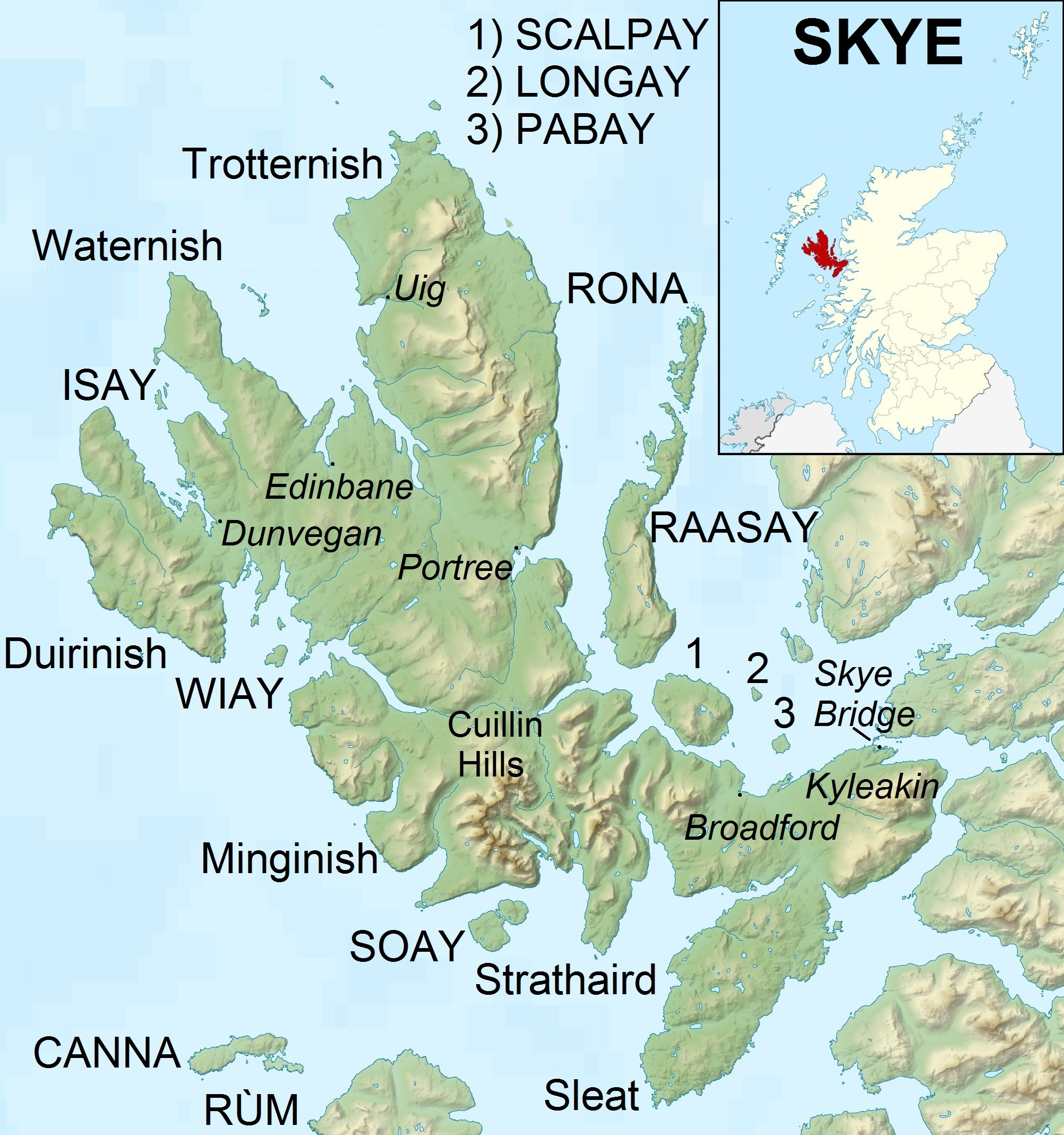
斯凯岛及周边岛屿

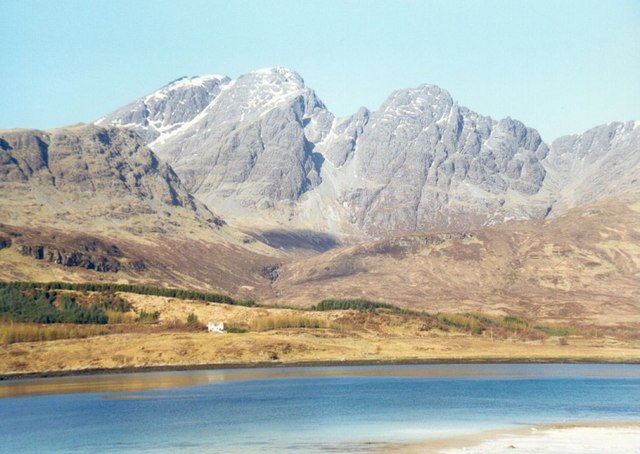
Bla Bheinn与斯拉平湖相比

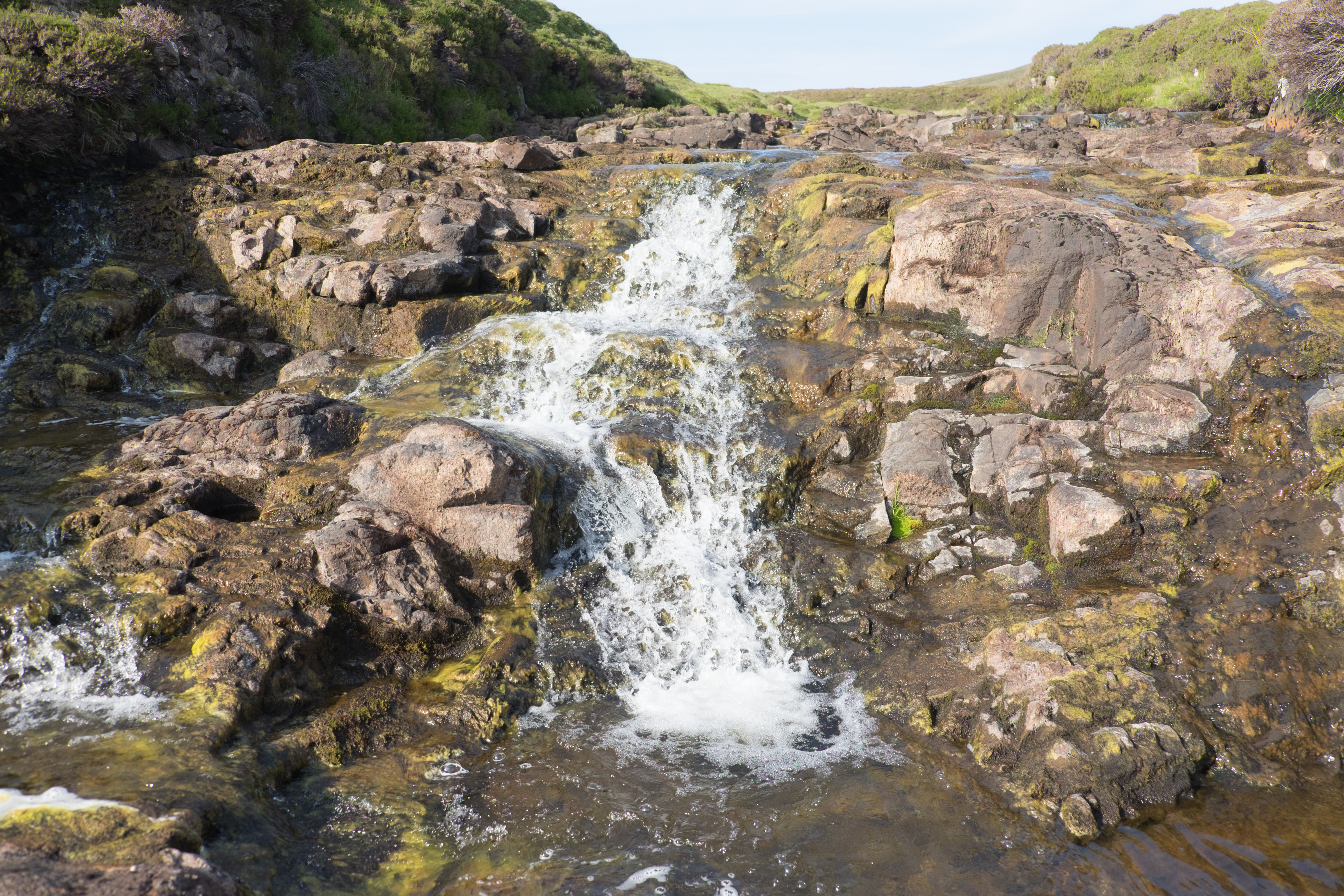
斯塔芬和乌伊格之间拉河上的瀑布

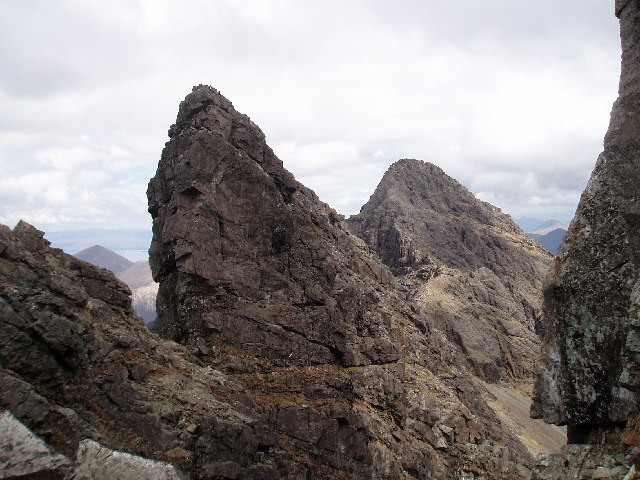
巴斯泰尔牙（BasteirTooth）的垂直西面（Am Basteir旁边的顶部）在Cuillin餐厅，背景为Sgùrr nan Gillean

斯凯岛有着1656平方千米（639平方英里）的广阔土地，是苏格兰第二大岛，仅次于刘易斯岛和哈里斯岛。斯凯岛的海岸线由许多半岛和海湾组成，以奎林山为中心，呈放射状分布。马尔科姆·斯莱瑟（MalcolmSlesser）表示，这座岛的形状“从苏格兰北部的西海岸伸出，就像龙虾的爪子随时准备抓住哈里斯和刘易斯的要地”，而W.H.默里（W.H.Murray）表示海岸线并不规则：“斯凯岛的海岸线长60英里[100公里]，但其宽度可能超出了人类能表述的程度”岛上居民马丁·马丁（Martin Martin）在1703年的一份报告中详细记录了这一点。他的地质观察中包含如下说明：
在萨特尔村附近，有黑色和白色的铁矿，形似银矿；在同样的地方，也有一些大小和形状都很相似的石头。这里的许多小溪里都有各色各样的石头。法拉特湖附近的苹果谷生长着大小不同、颜色各异的玛瑙；有些外面是绿色的，有些是淡蓝色，它们都能打火，也能打燧石。我身边就有一个，从大小和形状上看，很适合做剑柄。大雨过后，紫色的石头沿着这里的小溪流下来。——马丁·马丁, '《苏格兰西部诸岛概述》'.
黑奎林山主要由玄武岩和辉长岩组成，有12座芒罗山，形成了苏格兰最引人注目和最具挑战性的一些山地地形。Sgùrra'Ghreadaidh'山峰的攀登是英国最长的攀岩路线之一，而“人迹罕至的尖峰石阵”是苏格兰为数不多的需要专业攀登技巧才能登顶的山峰。与此同时，附近的斯古尔阿拉斯代尔山（SgùrrAlasdair）是苏格兰最高的山峰。这些山对登山者的要求高于苏格兰的任何其他山丘，要想完全穿越奎林山脊可能需要15—20小时。红山以东也被称为红奎林，主要由花岗岩组成，花岗岩已风化成更圆的山丘，侧面有许多长的碎石斜坡。这些山丘的最高点是格拉迈格，它是斯凯岛仅有的两座科贝特山之一。
特罗特尼什北部半岛的下方是玄武岩，土壤相对肥沃，遍布着不寻常的岩石。短裙岩因其105米（344英尺）高的悬崖而得名，形似短裙上的褶皱。奎雷恩（Quiraing）是半岛主脊东侧一系列壮观的岩石尖峰，再往南是斯托尔山（OldManofStorr）的岩柱。奎雷恩和斯托尔山的景观是整个苏格兰最具标志性的景观之一，经常出现在日历和旅游指南上。
越过斯尼佐特湖，特罗特尼什以西是沃特尼什半岛，其尽头是阿德莫尔角的双岩拱门。杜里尼什半岛与沃特尼什半岛被邓韦根湖隔开，其中包含伊赛岛。它被海崖环绕。该海崖位于西边的WatersteinHead和西北部的BiodanAthair，高达296米（971英尺），距山顶三角柱一米，悬崖距海面1029英尺（314米）。主河谷的鲕粒土壤提供了良好的耕地条件。布拉卡代尔湖和哈波特湖以及威艾岛位于杜里尼什和明吉尼什之间，其中包括塔利斯克和格伦布里特尔的狭窄峡谷，其海滩由黑色玄武岩沙形成。斯特拉特海德（Strathaird）是一个相对较小的半岛，靠近奎林山，只有几个小农场，索伊岛（Soay）位于近海。南部斯利特的基岩是托里东砂岩，尽管其东海岸海拔较低且相对受庇护，树篱和农作物因此生长茂盛，但那里的土壤依旧贫瘠，且有沼泽地分布。拉赛岛、罗纳岛、斯卡佩岛和帕贝岛均位于斯凯岛和大陆之间的北部和东部。

### 城镇和村庄

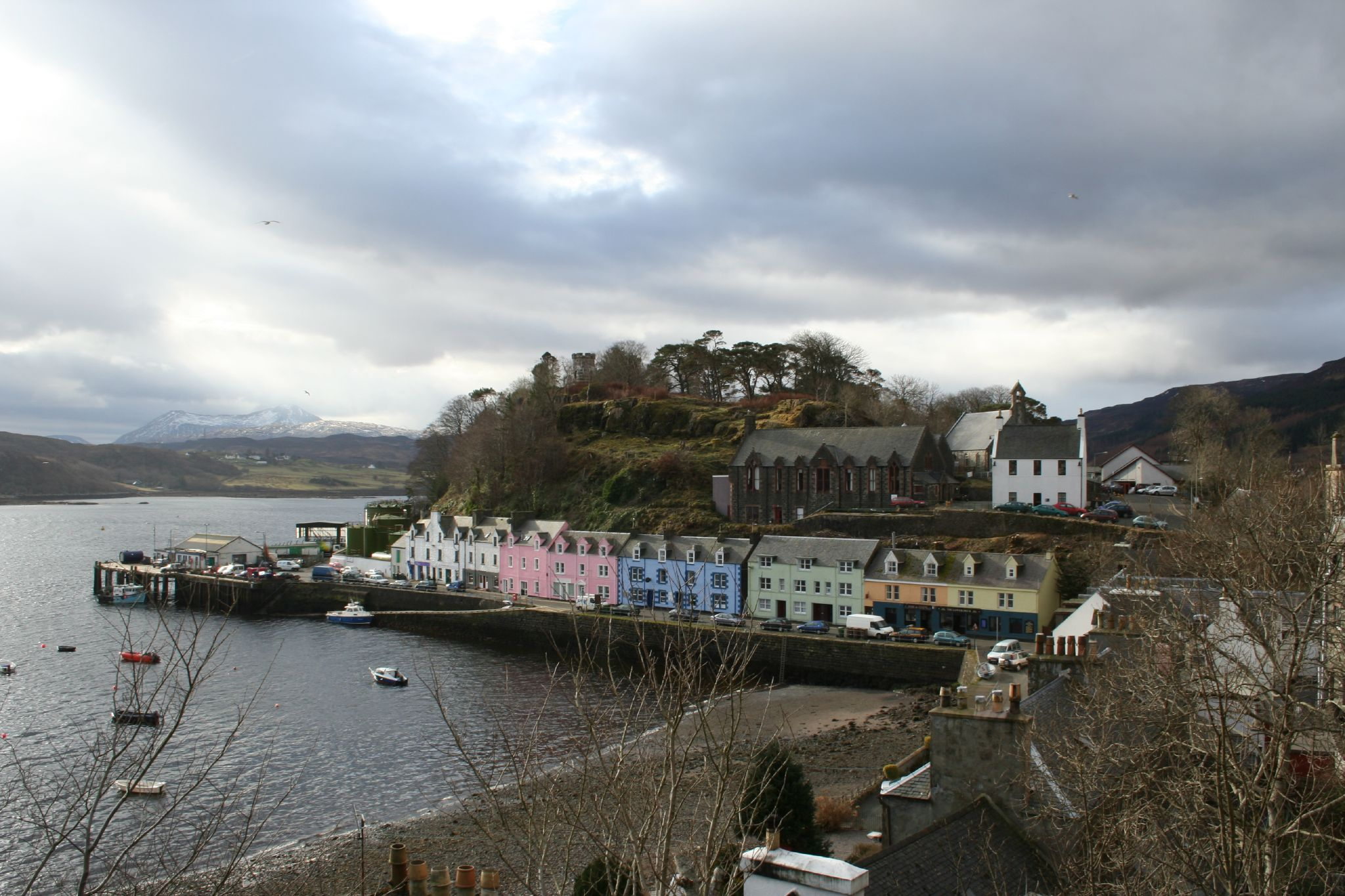
波特里（Portree），斯凯岛最大的定居点

岛上最大的定居点波特里（2011年估计人口为2,264人）位于特罗特尼什（Trotternish）北部一片地势较低的区域，也是岛上的主要服务中心。《西雅图时报》2018年12月的一篇报道将该镇推荐为“斯凯岛游客的最佳目的地”，因为镇上“有一些酒店、旅馆和民宿，进出城镇的道路两旁的民宿更多”。该镇还拥有“银行、教堂、咖啡馆和餐馆、阿罗斯中心的电影院、游泳池和图书馆......加油站和超市”。
岛上唯一的一座简易机场位于该岛东侧的布羅德福德；西北部的邓韦根以其城堡和附近的三烟囱餐厅而闻名。位于沃特尼什海岸的18世纪Stein Inn是斯凯岛最古老的酒吧。凯利金（Kyleakin）通过横跨阿尔什湖（Loch Alsh）的斯凯桥（Skye Bridge）与大陆上的洛哈尔什凯尔（Kyle of Lochalsh）相连。乌伊格是通往外赫布里底群岛的渡轮港口，位于特罗特尼什半岛西部，爱丁班位于邓韦根和波特里之间。其余大部分人口居住在散落海岸线周围的小农镇中。

### 气候
受大西洋和墨西哥湾流的影响，岛上形成温和的海洋性气候。特罗特尼什的邓图姆气温总体凉爽，冬季气温平均6.5 °C（43.7 °F），夏季气温平均15.4 °C（59.7 °F）。 沿海地区很少下雪，霜冻也比内陆少。风对植被有很大程度的限制。岛上盛行西南风，目前记录到的最大风速为128 km/h（80 mph）。特罗特尼什和沃特尼什的海岸极容易出现强风。与苏格兰西海岸的大多数岛屿一样，该岛降雨量普遍较高，每年可达1,500—2,000 mm（59—79英寸），地势更高的奎林山区更加湿润。变化也经常会更大，北部往往比南部干燥。例如，布罗德福德的年均降雨量超过2870毫米（113英寸）。特罗特尼什的五月通常有200小时的日照时长，是阳光最充足的月份。2015年12月28日，气温达到15°C，打破了2013年12月的记录12.9°C。2016年5月9日，在该岛东南部的卢萨，记录到了26.7℃（80.1°F）的气温。
| Duntulm, Skye                                                   | Duntulm, Skye | Duntulm, Skye | Duntulm, Skye | Duntulm, Skye | Duntulm, Skye | Duntulm, Skye | Duntulm, Skye | Duntulm, Skye | Duntulm, Skye | Duntulm, Skye | Duntulm, Skye | Duntulm, Skye | Duntulm, Skye |
| 月份                                                            | 1月           | 2月           | 3月           | 4月           | 5月           | 6月           | 7月           | 8月           | 9月           | 10月          | 11月          | 12月          | 全年          |
| --------------------------------------------------------------- | ------------- | ------------- | ------------- | ------------- | ------------- | ------------- | ------------- | ------------- | ------------- | ------------- | ------------- | ------------- | ------------- |
| 历史最高温 °C（°F）                                             | 13.5 (56.3)   | 12.5 (54.5)   | 16.7 (62.1)   | 22.3 (72.1)   | 26.7 (80.1)   | 24.5 (76.1)   | 25.9 (78.6)   | 25.6 (78.1)   | 22.1 (71.8)   | 19.3 (66.7)   | 17.3 (63.1)   | 15.0 (59.0)   | 26.7 (80.1)   |
| 平均高温 °C（°F）                                               | 6.5 (43.7)    | 6.6 (43.9)    | 8.1 (46.6)    | 9.6 (49.3)    | 12.4 (54.3)   | 14.3 (57.7)   | 15.4 (59.7)   | 15.7 (60.3)   | 14.2 (57.6)   | 11.5 (52.7)   | 9.1 (48.4)    | 7.6 (45.7)    | 10.9 (51.6)   |
| 平均低温 °C（°F）                                               | 2.4 (36.3)    | 2.2 (36.0)    | 3.3 (37.9)    | 4.3 (39.7)    | 6.5 (43.7)    | 8.7 (47.7)    | 10.4 (50.7)   | 10.7 (51.3)   | 9.4 (48.9)    | 7.2 (45.0)    | 5.1 (41.2)    | 3.6 (38.5)    | 6.2 (43.2)    |
| 历史最低温 °C（°F）                                             | −4.0 (24.8)   | −3.5 (25.7)   | −4.1 (24.6)   | −3.4 (25.9)   | 0.0 (32.0)    | 4.2 (39.6)    | 5.2 (41.4)    | 4.7 (40.5)    | 2.6 (36.7)    | 0.3 (32.5)    | −4.5 (23.9)   | −6.5 (20.3)   | −6.5 (20.3)   |
| 平均降水量 mm（）                                               | 148 (5.84)    | 100 (3.93)    | 82 (3.24)     | 86 (3.40)     | 73 (2.87)     | 85 (3.35)     | 97 (3.83)     | 112 (4.41)    | 128 (5.05)    | 152 (6.00)    | 143 (5.63)    | 142 (5.58)    | 1,350 (53.13) |
| 来源1：Cooper (1983)                                            |               |               |               |               |               |               |               |               |               |               |               |               |               |
| 来源2：Met office for May and December record high,bing weather |               |               |               |               |               |               |               |               |               |               |               |               |               |

| Prabost, Skye (67 metres asl) 1981–2010 | Prabost, Skye (67 metres asl) 1981–2010 | Prabost, Skye (67 metres asl) 1981–2010 | Prabost, Skye (67 metres asl) 1981–2010 | Prabost, Skye (67 metres asl) 1981–2010 | Prabost, Skye (67 metres asl) 1981–2010 | Prabost, Skye (67 metres asl) 1981–2010 | Prabost, Skye (67 metres asl) 1981–2010 | Prabost, Skye (67 metres asl) 1981–2010 | Prabost, Skye (67 metres asl) 1981–2010 | Prabost, Skye (67 metres asl) 1981–2010 | Prabost, Skye (67 metres asl) 1981–2010 | Prabost, Skye (67 metres asl) 1981–2010 | Prabost, Skye (67 metres asl) 1981–2010 |
| 月份                                    | 1月                                     | 2月                                     | 3月                                     | 4月                                     | 5月                                     | 6月                                     | 7月                                     | 8月                                     | 9月                                     | 10月                                    | 11月                                    | 12月                                    | 全年                                    |
| --------------------------------------- | --------------------------------------- | --------------------------------------- | --------------------------------------- | --------------------------------------- | --------------------------------------- | --------------------------------------- | --------------------------------------- | --------------------------------------- | --------------------------------------- | --------------------------------------- | --------------------------------------- | --------------------------------------- | --------------------------------------- |
| 平均高温 °C（°F）                       | 6.4 (43.5)                              | 6.8 (44.2)                              | 8.2 (46.8)                              | 10.8 (51.4)                             | 13.9 (57.0)                             | 15.5 (59.9)                             | 16.8 (62.2)                             | 16.8 (62.2)                             | 14.7 (58.5)                             | 11.7 (53.1)                             | 8.7 (47.7)                              | 6.7 (44.1)                              | 11.4 (52.5)                             |
| 平均低温 °C（°F）                       | 1.6 (34.9)                              | 1.5 (34.7)                              | 2.3 (36.1)                              | 3.9 (39.0)                              | 6.1 (43.0)                              | 8.5 (47.3)                              | 10.5 (50.9)                             | 10.4 (50.7)                             | 8.5 (47.3)                              | 6.2 (43.2)                              | 3.8 (38.8)                              | 1.7 (35.1)                              | 5.4 (41.7)                              |
| 平均降雨量 mm（）                       | 211.2 (8.31)                            | 158.2 (6.23)                            | 160.4 (6.31)                            | 93.9 (3.70)                             | 79.2 (3.12)                             | 81.4 (3.20)                             | 106.7 (4.20)                            | 129.3 (5.09)                            | 169.6 (6.68)                            | 209.2 (8.24)                            | 209.3 (8.24)                            | 197.8 (7.79)                            | 1,806.2 (71.11)                         |
| 平均降雨天数                            | 21.8                                    | 18.5                                    | 21.1                                    | 14.7                                    | 13.8                                    | 14.4                                    | 16.5                                    | 17.6                                    | 19.0                                    | 23.3                                    | 21.9                                    | 20.7                                    | 223.2                                   |
| 月均日照時數                            | 34.2                                    | 61.1                                    | 93.0                                    | 138.6                                   | 195.9                                   | 155.9                                   | 128.6                                   | 115.2                                   | 97.5                                    | 68.7                                    | 37.7                                    | 34.0                                    | 1,160.2                                 |
| 来源：metoffice.gov.uk                  |                                         |                                         |                                         |                                         |                                         |                                         |                                         |                                         |                                         |                                         |                                         |                                         |                                         |

| Lusa, Skye (18 metres asl) 1981–2010 | Lusa, Skye (18 metres asl) 1981–2010 | Lusa, Skye (18 metres asl) 1981–2010 | Lusa, Skye (18 metres asl) 1981–2010 | Lusa, Skye (18 metres asl) 1981–2010 | Lusa, Skye (18 metres asl) 1981–2010 | Lusa, Skye (18 metres asl) 1981–2010 | Lusa, Skye (18 metres asl) 1981–2010 | Lusa, Skye (18 metres asl) 1981–2010 | Lusa, Skye (18 metres asl) 1981–2010 | Lusa, Skye (18 metres asl) 1981–2010 | Lusa, Skye (18 metres asl) 1981–2010 | Lusa, Skye (18 metres asl) 1981–2010 | Lusa, Skye (18 metres asl) 1981–2010 |
| 月份                                 | 1月                                  | 2月                                  | 3月                                  | 4月                                  | 5月                                  | 6月                                  | 7月                                  | 8月                                  | 9月                                  | 10月                                 | 11月                                 | 12月                                 | 全年                                 |
| ------------------------------------ | ------------------------------------ | ------------------------------------ | ------------------------------------ | ------------------------------------ | ------------------------------------ | ------------------------------------ | ------------------------------------ | ------------------------------------ | ------------------------------------ | ------------------------------------ | ------------------------------------ | ------------------------------------ | ------------------------------------ |
| 平均高温 °C（°F）                    | 7.2 (45.0)                           | 7.5 (45.5)                           | 8.9 (48.0)                           | 11.1 (52.0)                          | 13.9 (57.0)                          | 15.6 (60.1)                          | 17.0 (62.6)                          | 17.1 (62.8)                          | 15.1 (59.2)                          | 12.4 (54.3)                          | 9.5 (49.1)                           | 7.2 (45.0)                           | 11.9 (53.4)                          |
| 平均低温 °C（°F）                    | 2.1 (35.8)                           | 2.0 (35.6)                           | 2.9 (37.2)                           | 4.0 (39.2)                           | 6.3 (43.3)                           | 8.9 (48.0)                           | 10.8 (51.4)                          | 10.8 (51.4)                          | 9.1 (48.4)                           | 6.7 (44.1)                           | 4.3 (39.7)                           | 2.2 (36.0)                           | 5.9 (42.6)                           |
| 平均降雨量 mm（）                    | 252.2 (9.93)                         | 173.9 (6.85)                         | 190.8 (7.51)                         | 113.8 (4.48)                         | 92.0 (3.62)                          | 89.6 (3.53)                          | 105.7 (4.16)                         | 137.4 (5.41)                         | 190.2 (7.49)                         | 232.5 (9.15)                         | 227.0 (8.94)                         | 231.6 (9.12)                         | 2,036.6 (80.18)                      |
| 平均降雨天数                         | 20.7                                 | 17.5                                 | 20.6                                 | 15.3                                 | 12.8                                 | 13.3                                 | 16.3                                 | 17.9                                 | 17.8                                 | 20.5                                 | 20.5                                 | 20.3                                 | 213.4                                |
| 来源：metoffice.gov.uk               |                                      |                                      |                                      |                                      |                                      |                                      |                                      |                                      |                                      |                                      |                                      |                                      |                                      |

## 历史

### 史前时期
一处位于斯塔芬的中石器時代狩猎采集遗址称作安科兰（An Corran），其历史可追溯至公元前七千年，是苏格兰最古老的考古遗址之一。它的位置可能与西罗斯大陆海岸阿普尔克罗斯桑德的岩石庇护所有关，据记载，那里已有用泥岩制成的工具。据调查，对内海峡和拉赛海峡两岸之间的区域，有33个地点可能存在中石器时代的遗留物。奥尔博斯特前滩，位于邓韦根附近岛屿西海岸，在那里发现的鸡血石细石器也证明了中石器时代遗址的存在。这可能起源于附近的岛。同样，在斯利特角的卡马斯·达莱奇（CamasDaraich）中石器时代遗址也发现了来自岛的鸡血石和来自斯塔芬（Staffin）地区的烤泥岩，该遗址也可追溯至公元前七千年，这使得考古学家相信，中石器时代的斯凯岛岛民能够旅行相当长的距离，不论是陆路还是海路，至少70公里。

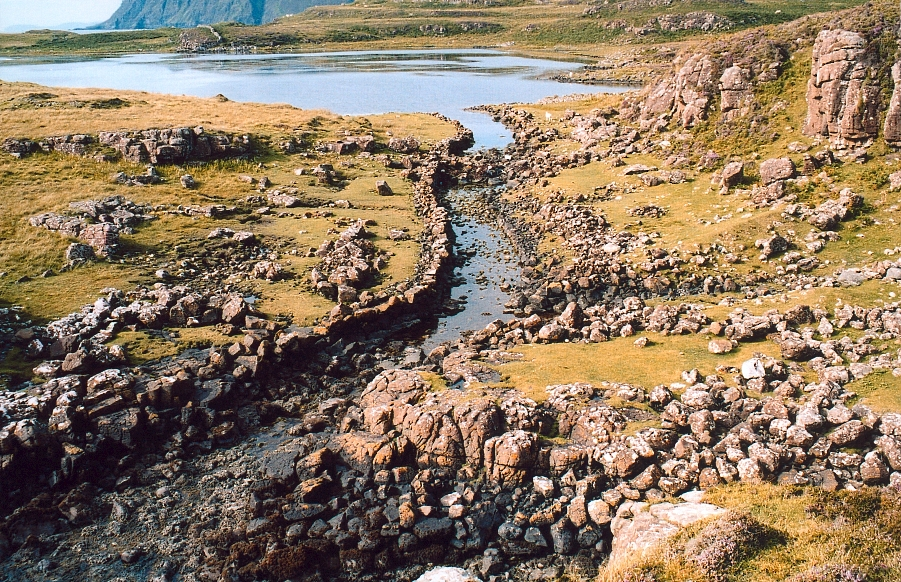
Rubha an Dùnain的“维京运河”

RubhaanDunain是一个无人居住的半岛，位于奎林以南，有各种圆顶石头，可追溯到公元前二千年或三千年时期的新石器时代、铁器时代以及青铜时代。半岛上的Lochnah-Airde通过一个人造的"维京"运河与海洋相连，这可能可以追溯到后期的北欧定居时期。Dun Ringill是铁器时代的一个废墟山丘，位于斯特拉特海尔半岛，可能在中时期成为了麦金农氏族王座。

### 早期历史
尽管历史记录很少，但铁器时代晚期赫布里底群岛北部和西部的居民很可能是皮克特人。考古学家们在斯凯岛发现了三块皮克特符号石，后来在拉赛又发现了第四块。南部地区会有更多关于达尔里阿达王国的信息；阿多南（Adomnán）的《哥伦巴传》写于将近697年，这本书描绘了圣人访问斯凯岛（他在那里通过译员为异教领袖施洗），而大家都认为阿多南本人对该岛很熟悉。爱尔兰编年史记录了七世纪末和八世纪初斯凯岛上的几起事件，主要涉及敌对王朝之间的斗争，这些斗争形成了古爱尔兰语浪漫史的背景。
据传说，传奇英雄库丘林曾与女战士斯卡哈一起在斯凯岛训练。
从9世纪到1266年珀斯条约签订之后，诺斯人一直统治着整个赫布里底群岛。然而，除了地名之外，诺斯人几乎并没有在在斯凯岛的书面或考古记录中留下任何痕迹。除了“斯凯”这个名字本身之外，诺斯人到来前的所有地名似乎都被斯堪的纳维亚定居者抹去了。麦克劳德氏族声称他们才是维京遗产和凯尔特遗产的拥有者。邓韦根的冬季火把节是挪威的一种庆祝传统，在那期间，人们点燃了一艘维京长艇的复制品。

### 氏族和苏格兰统治
后北欧时期，斯凯岛上最强大的氏族是最初位于特罗特尼什的麦克劳德氏族和斯利特的麦克唐纳氏族。从1389年到1401年，该岛由群岛领主唐纳德·麦克唐纳（Donald Macdonald）同父异母的兄弟戈弗雷（Godfrey）控制，当时斯凯岛已是罗斯的一部分。1411年哈洛战役后，群岛领主唐纳德·麦克唐纳重新夺回罗斯，他们在领主头衔中添加了“罗斯伯爵”。斯凯和罗斯一起来了。
15世纪末群岛领主解体后，麦金农氏族也作为一个独立氏族出现，其在斯凯岛的大量土地都集中在斯特拉海德。MacNeacail家族也与特罗特尼什（Trotternish）有着长期的联系，在16世纪，许多MacInnes家族的成员搬到了斯利特。南尤伊斯特的麦克唐纳家族是麦克劳德家族的死对头，麦克唐纳家族的人试图谋杀常去特朗普教堂的人，因为他们想要报复之前在埃格发生的大屠杀。那场屠杀导致了1578年的破坏堤坝之战

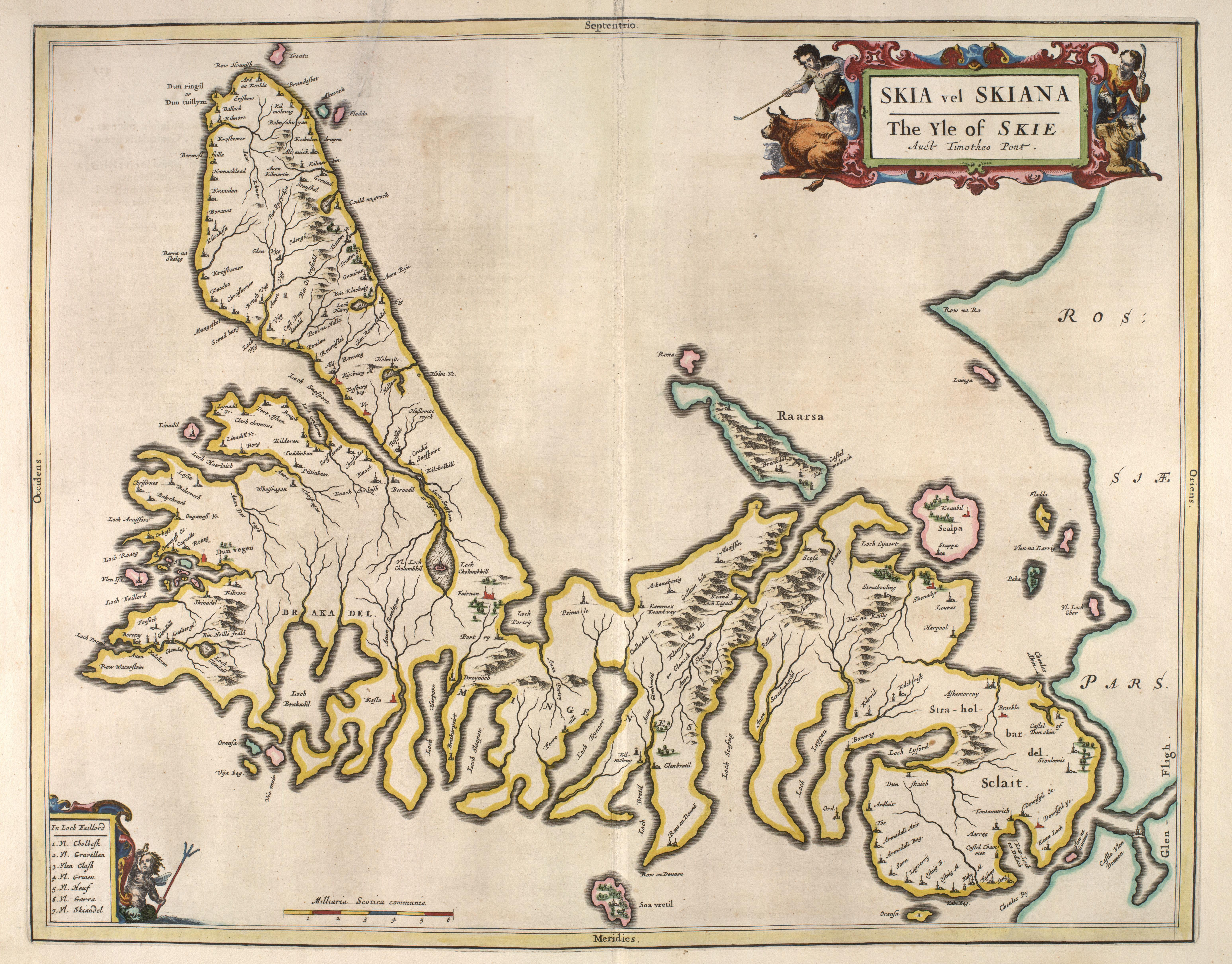
布劳1654年绘制的苏格兰地图集上的斯凯岛

1745年詹姆斯党叛乱失败后，弗洛拉·麦克唐纳因从汉诺威军队手中救出查尔斯·爱德华·斯图尔特王子而被众人所知。虽然弗洛拉出生在南尤伊斯特，但她的人生有很大一部分都在斯凯岛，因为当时她的逃亡路线要经过斯凯岛，最终她被埋葬在特罗特尼什的基尔缪尔。塞缪尔·约翰逊（Samue Johnson）和詹姆斯·博斯韦尔（James Boswell）曾于1773年访问斯凯岛，并在基尔缪尔与弗洛拉会面，这一切都在博斯韦尔（Boswell）的《赫布里底群岛之旅日记》中有所记载。书中写道：“为了见到英国保守党的伟大冠军塞缪尔·约翰逊博士，在天空岛向弗洛拉·麦克唐纳小姐致敬，这是一个引人注目的景象；因为虽然他们的想法有些投机，但他们不太可能在这里见面”。约翰逊称弗洛拉·麦克唐纳是“一个将在历史中被提及的名字，如果勇气和忠诚是美德，那么她，满身荣耀”，这句话刻在她的墓碑上。这次叛乱之后，氏族制度被打破，斯凯岛自此成为陆地资产。
对于整个岛屿，约翰逊观察到：
如果我在岛上停留的时间足够长，从来没有在任何一个房子里找到过不止一种语言的书，除了那个已经搬走的一家之外。文学并没有被赫布里底群岛的上流社会所忽视。我想，不必提及的是，在如此一个很少有人光顾的岛国，没有为游客提供娱乐的房子。在这篇荒野上游荡的人，要么向那些住在附近的人寻求建议，要么在夜晚和疲惫的时候，抓住机会收到普遍的款待。如果他只找到一间小屋，他就只能指望有个栖身之所；因为村民们自己没有多少钱，但如果他的好运把他带到一个绅士的住所，他会很高兴有一场暴风雨来延长他的逗留时间。不过，在斯凯的司康索尔海边，有一家客栈，邮局就设在那里。——塞缪尔·约翰逊（Samuel Johnson）, 苏格兰西部诸岛之旅.

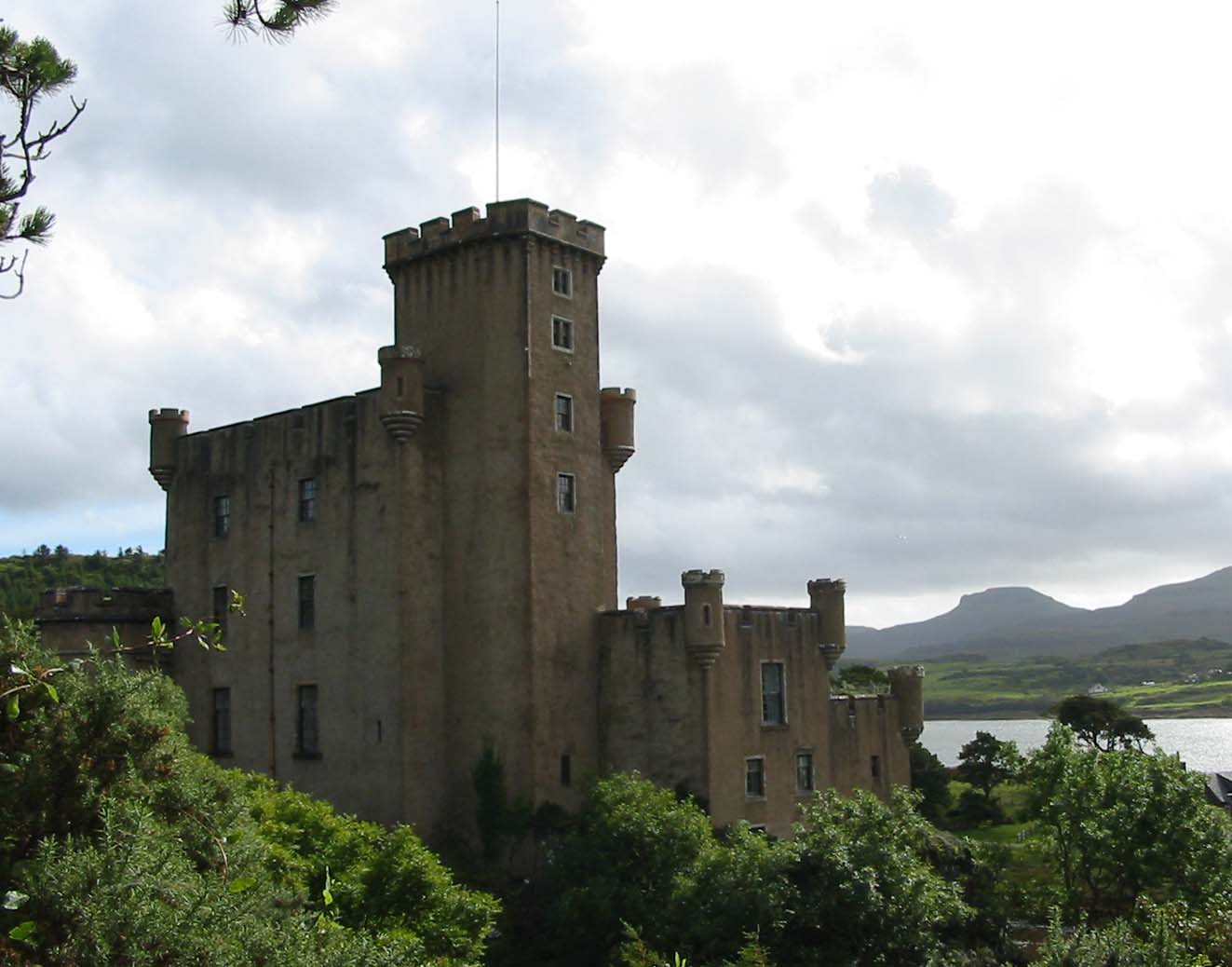
邓韦根城堡，望向麦克劳德桌子

这一时期的许多古代遗迹都分布在斯凯岛。自13世纪以来，邓韦根城堡一直是麦克劳德家族的所在地。城堡中的“仙女旗”，据说是苏格兰居住时间最长的房屋。建于18世纪的阿马代尔城堡曾是斯利特唐纳德氏族的住宅，后来于1925年被废弃，随后作为住宅，但现在是唐纳德氏族中心的所在地。附近还有另外两个麦克唐纳家族的废墟，诺克城堡和邓凯斯城堡（称为“阴影堡垒”），邓凯斯城堡是女战士、武术教练（据称，还有女王）的传奇故乡。凯利金（Kyleakin）是附近一座建于15世纪末的堡垒，曾经是麦金农氏族（ClanMacKinnon）的所在地，现在是另一处废墟。

### 经济动荡和大规模移民

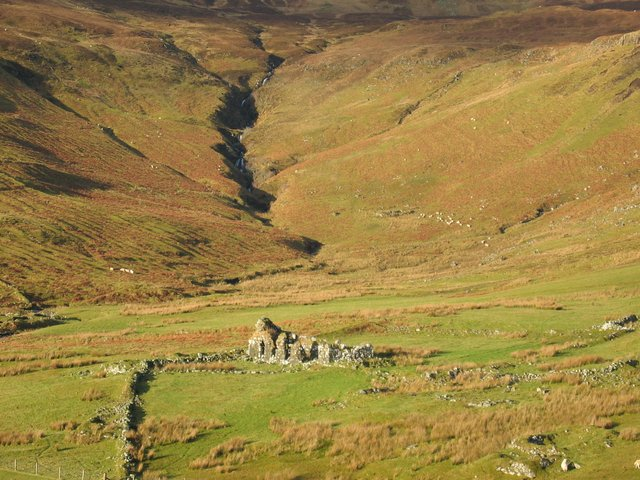
塔斯代尔（Tusdale）的废墟曾经人口众多，被居民亲昵地称为“斯凯岛之都”。

18世纪末，收获海带成为一项重要活动，但从1822年起，廉价进口导致整个赫布里底群岛的海带业崩溃。十九世纪时，斯凯岛的居民也饱受饥荒和高地清洗的摧残。仅1840年至1880年间，就有三万人被驱逐，其中许多人被迫移民到新大陆。在“布雷斯之战”中，人们发起示威活动，以反对土地资源的稀少和政府对居民的驱逐，参与此次示威的涉及多名佃农和约50名警察。这一事件对内皮尔委员会的成立发挥了重要作用，该委员会于1884年报告了高地的局势。骚乱一直持续到1886年，当地通过了《克罗夫特法案》，且400名海军陆战队员被派去维持当地秩序。在Strath Swordale的Lorgill、Boreraig和Suisnish，以及Minginish的Tusdale，仍然可以看到被清理的村庄的废墟。

### 人口趋势概览
| 年份 | 1755年 | 1794年 | 1821   | 1841年 | 1881年 | 1891年 | 1931年 | 1951年 | 1961年 | 1971年 | 1981年 | 1991年 | 2001年 | 2011年 | 2017年 |
| ---- | ------ | ------ | ------ | ------ | ------ | ------ | ------ | ------ | ------ | ------ | ------ | ------ | ------ | ------ | ------ |
| 人口 | 11,252 | 14,470 | 20,827 | 23,082 | 16,889 | 15,705 | 9,908  | 8,537  | 7,479  | 7,183  | 7,276  | 8,847  | 9,232  | 10,008 | 13,143 |

与许多苏格兰岛屿一样，斯凯岛的人口数量在19世纪时达到顶峰，而后在第一次世界大战中，受到人口伤亡和军事损失的影响，人口数量下降。从19世纪到1975年，斯凯岛一直是因弗内斯郡的一部分，但小农经济持续萎靡不振，且根据斯莱瑟的说法，“几代英国政府都轻蔑地对待岛上人民”——直接将矛头指向了工党和保守党政府在高地和岛屿的政策。 到1971年，人口数量还不到1841年峰值的三分之一。然而，从1971年至2001年，人口数量增长了28%以上。大约在1852年，罗伯特·卡拉瑟斯（Robert Carruthers）对这一现象表示：“波特里现在有一个村庄，有三百名居民。”即使这一估计不准确，该岛最大定居点的人口自那时起可能已经增加了六倍或更多。在此期间，岛上居民总数减少了50%乃至更多。1991年至2001年间，全岛人口增长了4%，而同期苏格兰岛屿人口总体减少了3%。到2011年，人口进一步增加了8.4%，达到10,008人，苏格兰岛屿整体人口增长了4%，达到103,702人。

## 语言
从历史上看，斯凯岛绝大多数人讲盖尔语，但在1921年至2001年间,这种情况发生了变化。在1901年和1921年的人口普查中，所有斯凯教区中，有75%以上的人讲盖尔语。到1971年，只有基尔缪尔教区有超过四分之三的人讲盖尔语，而斯凯岛的其他地区只有50%到74%之间。当时，基尔缪尔是西部群岛以外唯一一个讲盖尔语比例如此之高的地区。在2001年的人口普查中，基尔缪尔有不到一半的人讲盖尔语，总体而言，斯凯岛有31%，但分布不均。最强大的盖尔语地区位于该岛的北部和西南部，其中斯塔芬占61%。最薄弱的地区位于西部和东部（例如卢伊布为23%，凯勒希亚岛为19%）。斯凯岛上其他地区讲盖尔语的人数比例则在48%到25%之间。

## 政府与政治

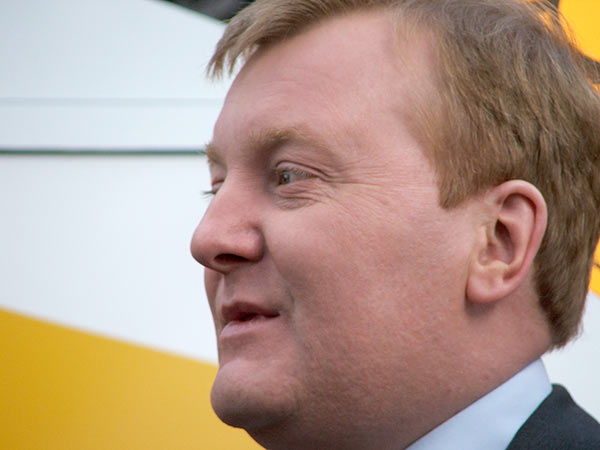
查尔斯·肯尼迪（CharlesKennedy）是1983年至2015年间斯凯岛选区的议员

在地方政府方面，1975年至1996年，斯凯岛与邻近的洛哈尔什大陆地区一起组成了高地行政区域内的地方政府区。1996年，该地区被纳入统一的高地委员会（Comhairle na Gàidhealtachd）总部设在因弗内斯，并组建了新议会的地区委员会之一。2007年选举之后，现在的斯凯组建了一个名为的四人选区;该党目前由两名独立人士代表，一名苏格兰民族党议员和一名自由民主党议员。
斯凯岛位于高地和群岛选区，由苏格兰议会的斯凯岛、洛哈伯和巴德诺克选区的一部分组成，苏格兰议会根据得票最多的原则选举一名议员代表该选区。是苏凯特·福布斯（Kate Forbes）格兰民族党现任议员。此外，斯凯是罗斯、斯凯和洛哈伯大选区的一部分，该选区选举一名威斯敏斯特下议院议员。现任议会议员是苏格兰民族党的伊恩·布莱克福德（IanBlackford），在2015年大选中苏格兰民族党大获全胜后上任。在此之前，自由民主党人查尔斯·肯尼迪自1983年大选以来一直代表该地区。

## 经济

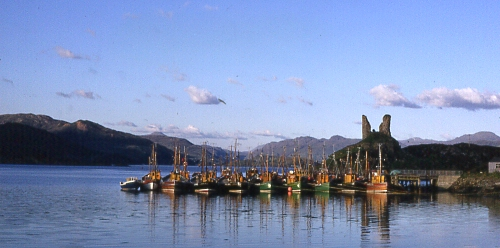
Caisteal Maol和凯利金港的渔船

岛上及其周边地区最大的雇主是公共部门，雇佣的人数约占劳动力总数的三分之一，主要涉及行政、教育和卫生部门。该地区第二大雇主是分销、酒店和餐饮业，这也凸显了旅游业的重要性。主要景点包括邓韦根城堡、克兰拉纳德游客中心以及波特里的阿罗斯体验艺术和展览中心。斯凯岛大约有十几个大土地所有者，其中最大的是公共部门，苏格兰政府拥有该岛北部的大部分地区。格伦代尔是杜里尼什（Duirinish）的一个社区所有庄园，当地的开发信托公司斯利特社区信托（Sleat Community Trust）积极参与各种重建项目。
小企业在私营部门的就业中占主导地位。泰斯卡酿酒厂（Talisker Distillery）生产单一麦芽威士忌，位于该岛西海岸的洛克哈波特（LochHarport）旁边。位于蒂恩格（Teangue）的托拉拜格（Torabhaig）酿酒厂于2017年开业，也生产威士忌。其他三种威士忌（“大子”），（“小酒之意”）和（“黑罐”）——由搅拌机生产（“smugglersden by the Sound of Sleat”），总部设在艾琳伊阿尔曼。这些东西的标签都使用盖尔语进行标注。尽管酿酒厂有限公司的所有者伊恩-麦克劳德（IanMacleodDistillersLtd.）在网站吹嘘“斯凯岛麦芽比例很高”，并且还包含岛上旅游企业的广告。但这种名为“斯凯岛”的混合威士忌不是在岛上生产的，而是由位于格拉斯哥北部基伦的格伦戈因酿酒厂生产的。斯凯岛还拥有一家成熟的软件公司，总部位于波特里的Sitekit公司近年来不断发展壮大。
佃农仍然很重要，但尽管斯凯岛上大约有2,000个小农庄，这其中只有100个左右的规模足以使佃农完全靠土地谋生。近年来，一些家庭抱怨土地价格不断上涨，导致年轻人难以开办自己的农场。
鳕鱼和鲱鱼数量有所下降，但商业捕捞仍然很重要，特别是鲑鱼和贝类（如虾蛄）的养殖。苏格兰西海岸拥有巨大的可再生能源潜力，斯凯岛可再生能源合作社最近购买了邓韦根附近的本阿克蒂尔风电场的股份。艺术和手工艺业蓬勃发展。
该地区的失业率往往高于整个高地地区，并且具有季节性，其中一部分是因为旅游业的影响。人口不断增长，与苏格兰许多其他风景优美的乡村地区一样，其中预计45岁至64岁的人口比例将大幅增加。
2020年夏季，受全球新冠疫情流行的影响，高地和群岛的失业率上升到5.7%，大大高于2019年的2.4%。据说“洛哈伯、斯凯、韦斯特罗斯、阿盖尔及群岛”的发病率最高。2020年12月的一份报告指出，从3月（就在人们注意到新冠疫情影响之前）到12月，该地区的失业率增加了“超过97%”，并表明2021年春季会更加糟糕

### 旅游

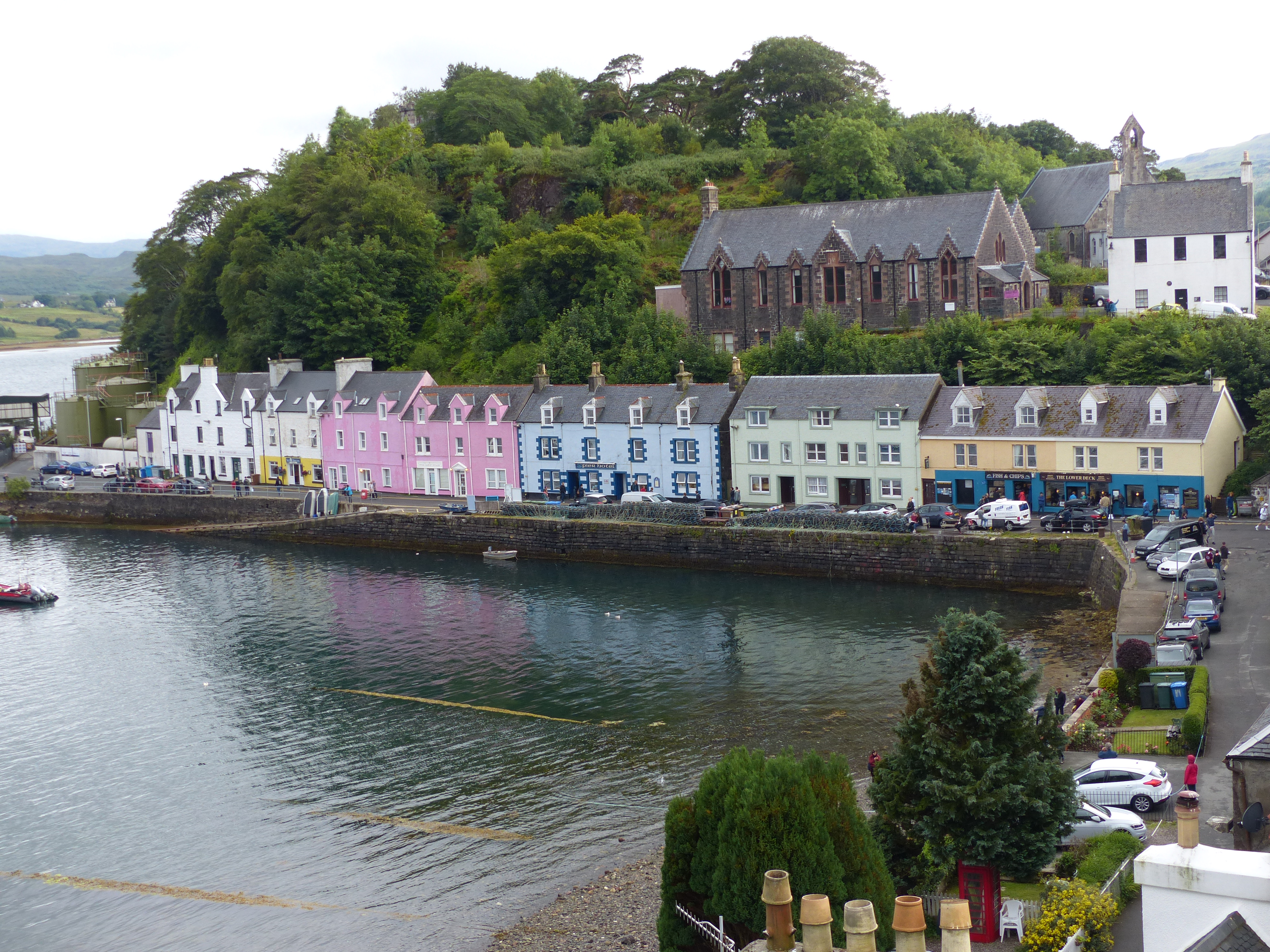
波特里被CondéNastTraveler评选为“英国和爱尔兰20个最美丽的村庄”之一，每年都有众多游客前来参观。

2020年中期发布的一份报告显示，在因新冠疫情实施旅行限制之前，2019年前往斯凯岛的游客为该岛经济增加了2.11亿英镑。该报告补充说，“[2018年]斯凯和拉赛吸引了65万名游客，并创造了2,850个就业岗位”。政府估计，受疫情影响，苏格兰旅游业收入将下降50%以上。格拉斯哥卡利多尼安大学（Glasgow Caledonian University）教授约翰·列侬（JohnLennon）教授于2020年7月对记者表示：“斯凯岛极易受到国际游客数量低迷的影响，这种情况将持续到2020年及以后的大部分时间”。
高地和岛屿的旅游业受到疫情的负面影响，这样的影响会持续到2021年。2020年9月的一份报告指出，“与苏格兰和整个英国相比，该地区迄今为止受到新冠疫情的影响尤为严重”。该行业需要“企业生存和复苏”的短期支持，预计这种情况将持续下去，因为该行业“只要仍需保持社交距离和旅行限制，就会受到严重影响”。苏格兰政府于2021年初推出了一项名为“岛屿等效”的计划，旨在为“受到3级冠状病毒限制影响”的酒店和零售企业提供经济援助。2020年之前的计划包括战略框架业务基金和冠状病毒业务支持基金。
在疫情爆发之前的2017年夏季，岛民抱怨游客数量过多，导致格伦布里特尔（Glen Brittle）、内斯特角灯塔（the Neist Pointlighthouse）、基瑞陵（Quiraing）和斯托尔山（Old Man of Storr）等热门地点过度拥挤。“斯凯岛在今年旅游业增长的压力下不堪重负”，一家自助式小屋的经营者说。他补充说，这个问题在“主要标志性目的地，如斯托尔老人和奎雷恩”最为严重。苏格兰旅游局的克里斯·泰勒对这些担忧表示理解，并表示该机构正在制定长期解决方案。“但引进国际游客和增加消费对斯凯岛是十分有益的，”他补充道。
2020年发表的一篇文章证实，（疫情之前）泰斯卡酒厂和邓韦根城堡在高峰期仍然人满为患；其他因人流过多而造成停车问题的地区包括“斯托尔山、苏格兰裙岩悬崖、基瑞陵、仙女池和内斯特角”。该消息人士还表示，波特里在高峰期间是“岛上最繁忙的地方”并建议一些游客选择在较为安静的地区住宿，例如“邓韦根、凯利金以及布罗德福德和布雷什地区”。

## 交通
斯凯通过斯凯大桥与大陆相连，渡轮从岛上的阿玛代尔开往马莱格，从Kylerhea开往格莱内尔格，人们可以乘坐世界上最后一艘转盘渡轮格兰纳丘利什号（Glenachulish）横渡凯尔雷亚海峡。转盘渡轮在苏格兰西海岸很常见，因为它们不需要太多的基础设施来运营，一个船舷就足够了。此外，从乌伊格到塔伯特，哈里斯和洛赫马迪到北尤伊斯特岛，从斯康瑟到拉赛岛也有渡轮。

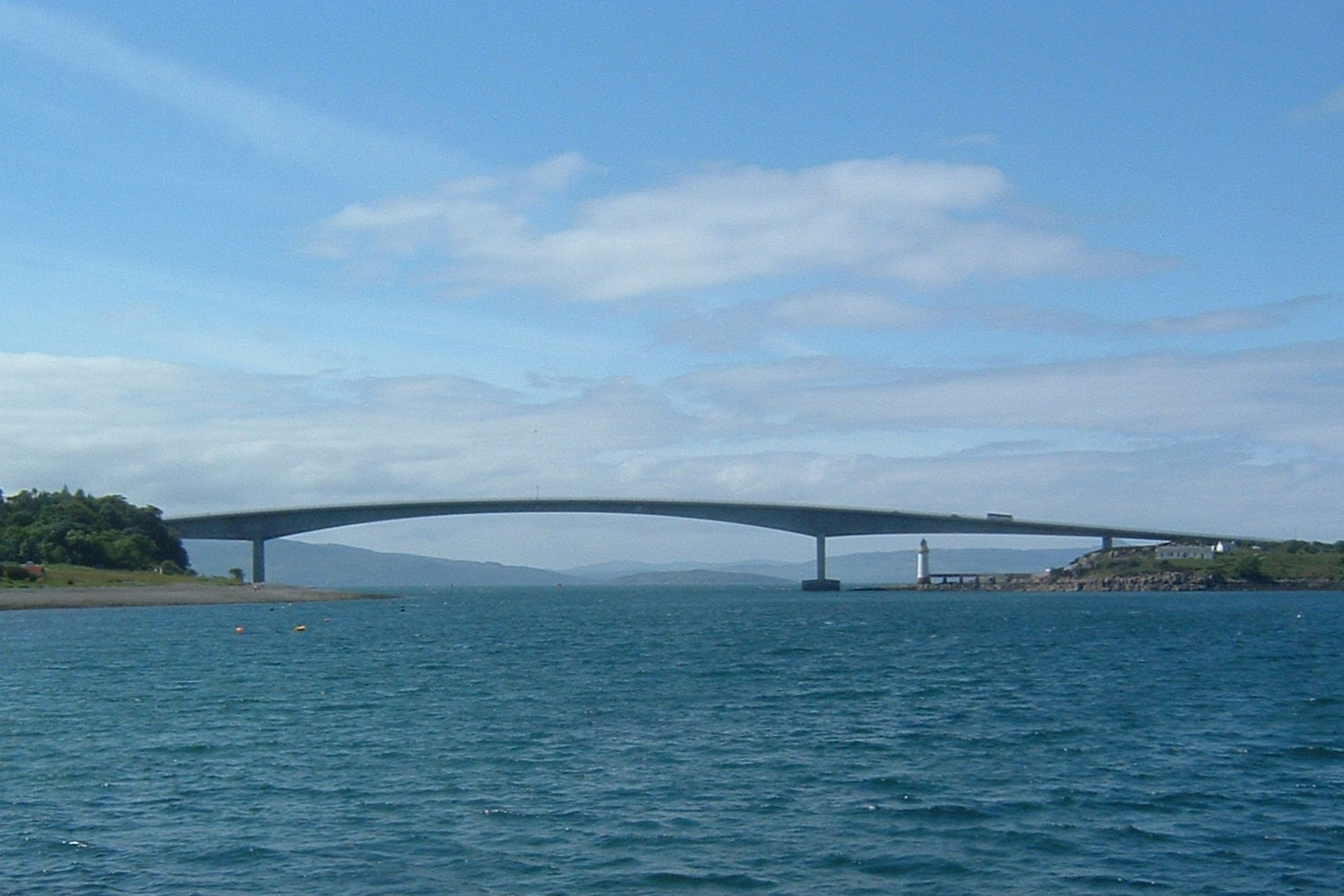
连接洛哈尔什凯尔和斯凯岛的斯凯桥

斯凯大桥于1995年在民间财务主导公共建设计制度下开放，收取的高额通行费（夏季游客单程5.7英镑）遭到了以利益集团SKAT（斯凯和凯尔反对通行费）为首的广泛反对。2004年12月21日，苏格兰行政院宣布从其所有者手中购买这座桥，并立即取消了通行费。
岛上有通往因弗内斯和格拉斯哥的巴士服务，岛上也有本地巴士，主要从波特里或布罗德福德出发。从斯凯大桥大陆一端的洛查尔斯凯尔到因弗内斯，以及从格拉斯哥到马莱格都有火车服务，从那里可以乘坐渡轮前往阿玛代尔。
岛上的机场位于布罗德福德附近的阿斯海格，供私人飞机使用，偶尔也高地国家医疗服务系统（NHS Highland）和苏格兰救护车服务（Scottish Ambulance Service）使用，用于将病人转送到大陆上的医院。
A87干道从斯凯桥横贯岛屿，一直延伸到乌伊格，将大部分主要居住区连接起来。在过去的四十年里，岛上的许多道路都进行了拓宽，但仍有大量路段是单行道。

## 文化、媒体和艺术

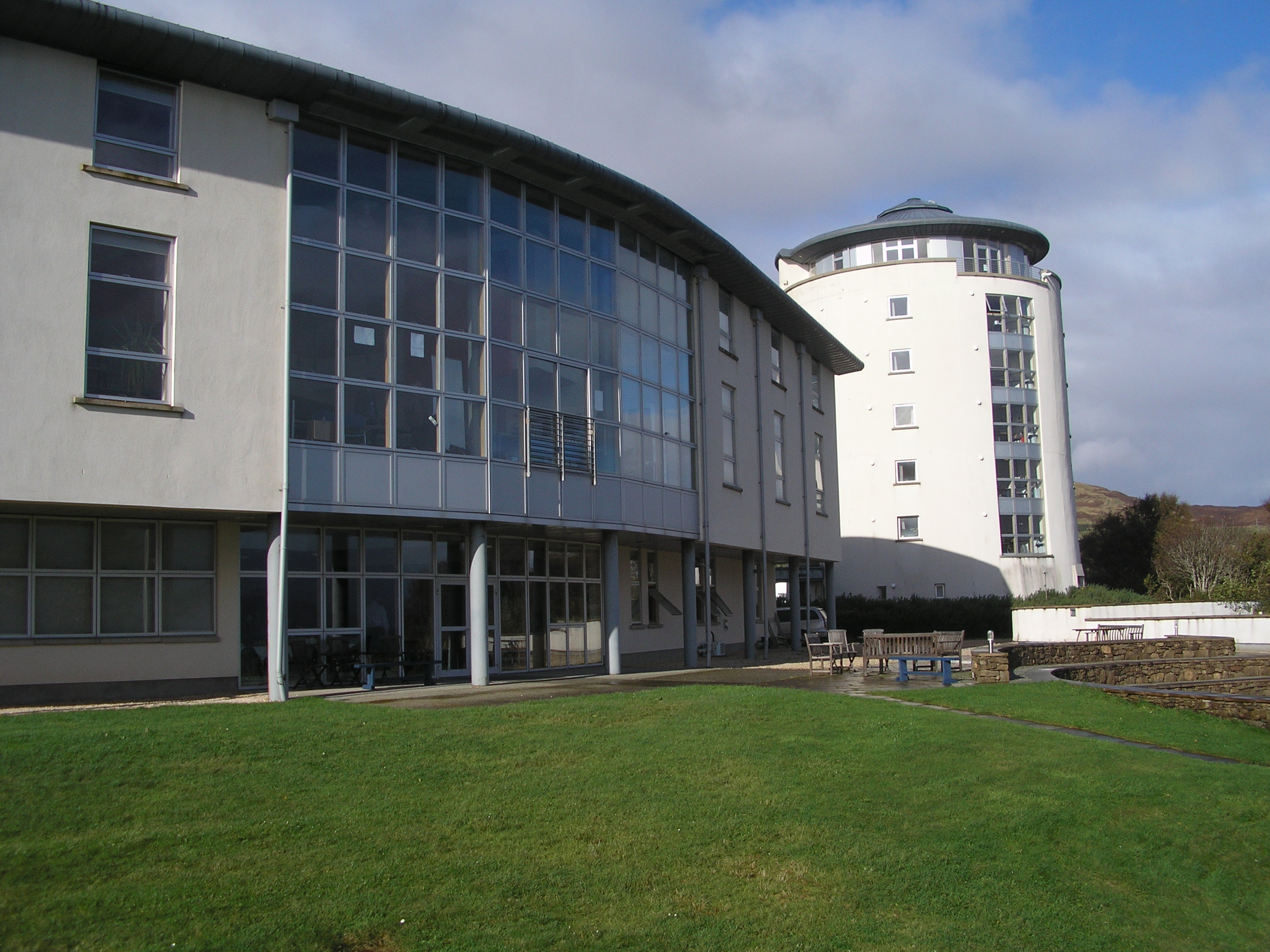
新的大学建筑，Sabhal Mòr Ostaig

学苏格兰盖尔语的学生从世界各地来到，这是一所位于斯利特的基尔莫尔附近的苏格兰盖尔学院。除了苏格兰教会成员和少数罗马天主教徒外，斯凯岛的许多居民都属于苏格兰自由教会，该教会以严格遵守安息日而闻名。
斯凯岛拥有悠久的民间音乐传统，尽管近年来舞蹈和摇滚音乐在岛上越来越受欢迎。盖尔民谣摇滚乐队Runrig就是在斯凯岛成立的，前歌手唐尼·蒙罗（Donnie Munro）仍在岛上工作。润瑞格的第二首单曲和音乐会主打歌曲名为《斯凯》，歌词有英语，也有盖尔语，他们还发行了其他歌曲，例如受该岛启发的“Nightfallon Marsco”。前Runrig成员Blair Douglas是一位备受尊敬的手风琴家，同时也是作曲家，他出生在岛上，至今仍居住在那里。凯尔特融合乐队PeatbogFaeries也是在斯凯岛上成立的。杰思罗·图尔（JethroTull）歌手伊恩·安德森（Ian Anderson）曾在斯凯岛斯特拉特海德（Strathaird）拥有一处房产。图尔人的几首歌曲都是关于斯凯岛的，包括《Dun Ringil》、《Broadford Bazaar》和《Acres Wild》（其中包含有关岛屿本身的歌词有“与我一起来到翼岛吧，/北方父亲的西方孩子......”）。斯凯岛音乐节有《The Fun Lovin' Criminals》和《Sparks》的演出，但于2007年解散。电子音乐家Mylo也出生于斯凯岛。

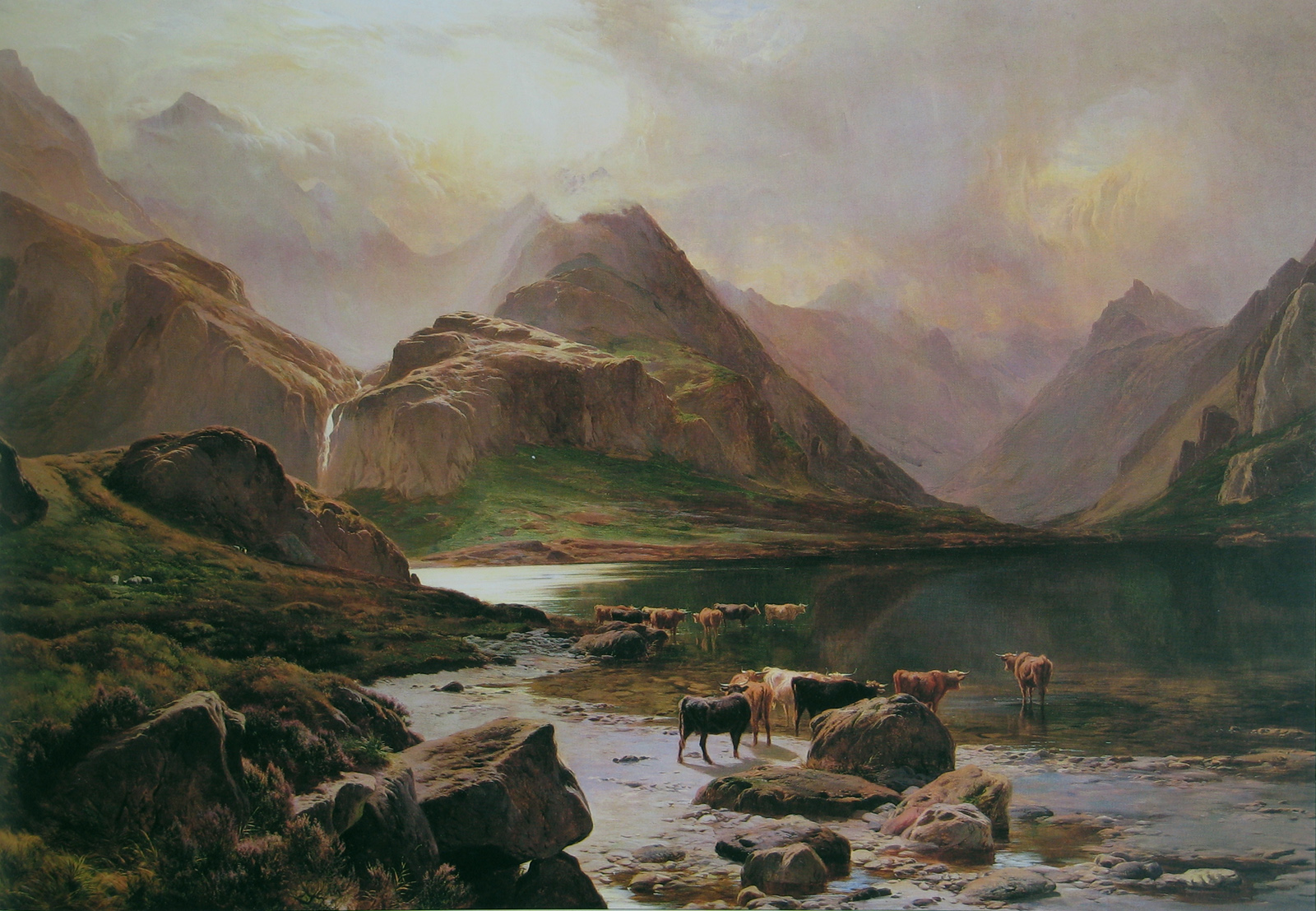
斯凯岛科瑞斯克湖，西德尼·理查德·珀西于1874年绘制

诗人索力·麦克莱恩（Sorley MacLean）是拉赛岛（Raasay）人，拉赛岛位于该岛东海岸，他一生的大部分时间都生活在斯凯岛上。该岛在传统歌曲《斯凯船歌》中永垂不朽，也是弗吉尼亚·伍尔夫小说《到灯塔去》的假想背景，尽管小说中的斯凯与真实的岛屿关系不大。约翰·巴肯（JohnBuchan）在理查德·汉内（Richard Hannay）的小说《MrStanfast》中对斯凯的描述更加贴近真实。是Davide Sapienza2004年创作的意大利语非虚构作品。SKTremayne于2015年至2016年在世界各地出版的国际畅销书《冰双胞胎 （页面存档备份，存于）》就是以斯凯岛南部为背景，特别是在Isleornsay居民区和岛屿周围。

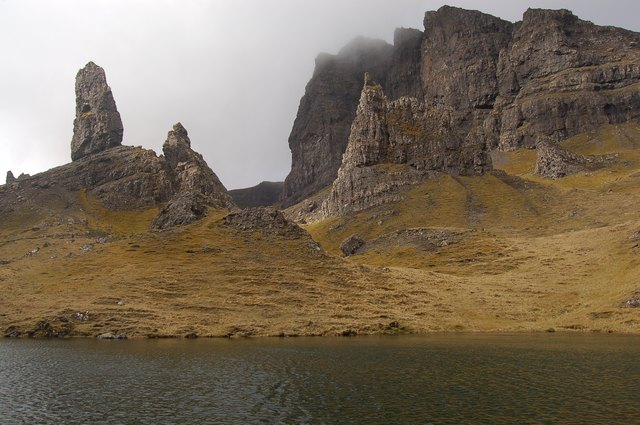
TheStorr的岩石尖峰，出现在电影《普罗米修斯》的一些开场场景中

斯凯岛已被用作多部故事片的取景地。阿夏格机场是1980年电影《飞侠戈登》的开场场景。《星尘》于2007年上映，由罗伯特·德尼罗和米歇尔·菲佛主演，以乌伊格、科瑞斯克湖和奎瑞恩附近的场景为特色。另一部2007年的电影《无法进入的巅峰》几乎全部在岛上拍摄。贾斯汀·库泽尔改编的《麦克白》也在岛上拍摄。，这部电影由迈克尔·法斯宾德主演雷德利·斯科特（Ridley Scott）2012年的故事片《普罗米修斯》中的一些开场场景就是在斯托尔山（Old Man of Storr）拍摄的。1973年，奥斯卡·马扎罗利（Oscar Marzaroli）执导的一部关于查尔斯王子访问高地和群岛的纪录片《高地和群岛-皇家之旅》的其中一部分也是在斯凯岛拍摄。苏格兰盖尔语BBCAlba电视连续剧《Bannan》中的场景就是在岛上拍摄的。

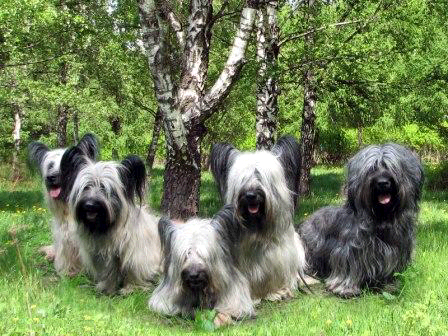
斯凯梗犬

《西部高地自由报》在布罗德福德出版。这份周报以为座右铭（《土地、语言和人民》），这反映了其激进的竞选优先事项。《自由报》成立于1972年，在斯凯岛、西罗斯和外赫布里底群岛发行。简化曲棍球是全岛流行的一项运动，1990年斯凯岛卡马纳赫德在波特里赢得了卡马纳赫德比赛。
虽然斯凯岛有过一些非官方旗帜，包括流行的“Bratachnan Daoine”（人民旗帜），天蓝色代表奎林斯，白色天空象征着盖尔语、土地斗争和邓韦根的仙女旗，2020年8月公众投票后，里昂勋爵批准了该岛的第一面官方旗帜“Bratachan Eilein”（斯凯岛旗帜）。Calum Alasdair Munro （页面存档备份，存于）的设计反映了岛上的盖尔传统、维京传统和弗洛拉·麦克唐纳（Flora MacDonald）的历史。州旗上有birlinn，五支桨代表斯凯岛、特罗特尼什、沃特尼什、杜里尼什、明吉尼什和斯利特五个地区。黄色代表麦克劳德家族，蓝色代表麦克唐纳家族或麦金农家族。

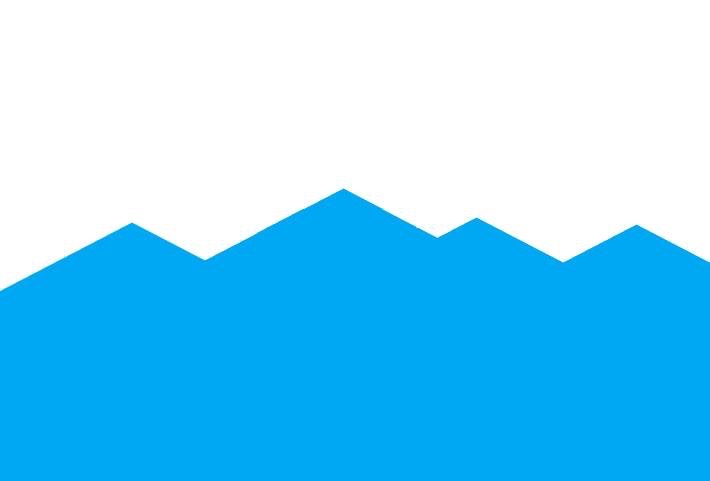
斯凯旗直到2020年

## 野生动物
赫布里底群岛普遍缺乏英国大陆的生物多样性，但像大多数较大的岛屿一样，斯凯岛仍然拥有许多物种。马丁通过观察大量的猎鸟，写道：
岛上有大量的陆禽和水禽，如鹰类（主要有两种：一种是灰色的，体型较大；另一种小得多，是黑色的，但对小牛的危害更大）、黑公鸡、石南母鸡、鸻、鸽子、野鹅、雷鸟和鹤。我在岸上见过六十只成群绝对的鹤。海鸟有各种各样的——海鸠、海鸬鹚等等。当地人注意到，如果海鸬鹚是纯黑的，就不能做出好汤，肉类也不值得一吃；但如果是白色羽毛的鸬鹚，就可以做出味道鲜美的肉汤，肉质也十分美味；肉汤一般都是给刚刚生育完的女性，以滋养她们的乳汁。——马丁·马丁《苏格兰西部诸岛概述》
同样，塞缪尔·约翰逊指出：
在接待陌生人的餐桌上，既不缺丰盛，也不缺精致。在一片人烟稀少的土地上，一定有很多野禽；我几乎没有见过它们的晚餐。到处都可以玩野地游戏。海里有丰富的鱼类，这自不用说，因为这片海域供应了欧洲大部分地区。斯凯岛有雄鹿和雌鹿，但没有野兔。当地居民每年向英国出售大量的牛，因此我们不能因此觉得国内需要牛肉。绵羊和山羊的数量很多，他们算是常见的家禽。——塞缪尔·约翰逊《苏格兰西部诸岛之旅》

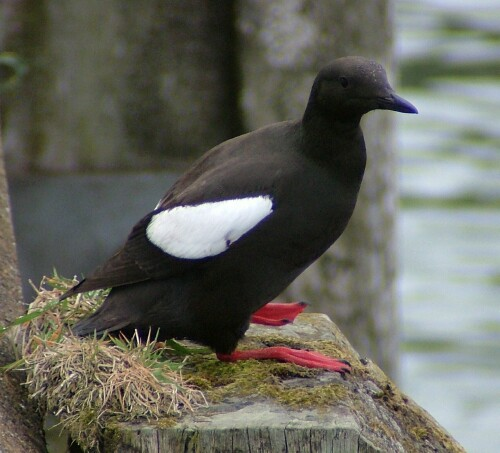
黑海鸠或tystie（Cepphusgrylle）

现代鸟类包括玉米秧鸡、红喉潜水鸟、三趾鸥、海雀、大西洋海鹦、金眼鹦鹉和金雕。1916年，英国斯凯岛的一名鸟蛋收集者采集了英国最后一对正在繁殖的白尾海雕的蛋，但该物种最近被重新引入。山鸦最后一次在岛上繁殖是在1900年现在山兔（在18世纪还没有被发现）和家兔数量众多，并被野猫和松貂捕食。丰富的淡水溪流盛产褐鳟、大西洋鲑鱼和水鼩。近海还发现了可食用的螃蟹和可食用的牡蛎，尤其是在斯卡佩湾。湖泊中有国家级重要的马贻贝和海蛇尾海床，2012年对阿尔什湖进行调查时发现了一个含有1亿个火焰贝壳的海床。在南部海岸还可以看到灰海豹。
到处都是帚石楠、欧石楠、四齿欧石楠沼泽香桃木和羊茅的组成的是石楠花沼泽。黑丘林高地的风化速度太慢，无法形成维持丰富植物生命的土壤，但每个主半岛都有各自的植物群。特罗特尼希的玄武岩地基孕育了多种北极和高山植物，包括高山珍珠草和苔藓植物。沃特尼什的低洼田里长满了玉米万寿菊和玉米穗。杜里尼什（Duirinish）的海崖上长满了山楂和冷杉苔藓。明吉尼什出产仙女亚麻、猫耳草和黑沼泽灯心草。在斯利特的托卡瓦格有一个富含短柄草的白蜡林地，其中有银桦树、榛树、稠李和山楂树。
当地的生物多样性行动计划建议采取土地管理措施来控制狗舌草和蕨菜的蔓延，并确定四种威胁本地生物多样性的非本地入侵物种：日本虎杖、杜鹃花、新西兰扁虫和水貂。它还确定了过度放牧的问题，导致荒原和高地栖息地贫瘠，以及大量马鹿和羊造成的原生林地丧失。
2020年，麦克劳德氏族酋长休·麦克劳德（Hugh Macleod）宣布了一项计划，将370,000棵本地树木以及海狸和红松鼠种群重新引入斯凯岛的氏族庄园，以恢复因多年过度放牧而枯竭的“潮湿沙漠”景观。

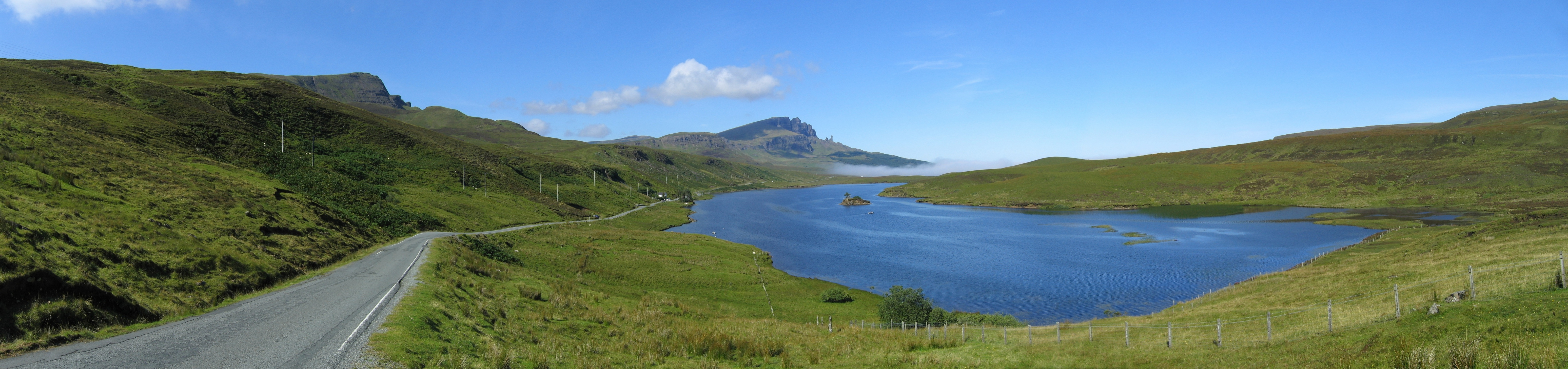
在特罗特尼什（Trotternish）法达湖（LochFada），望向斯托尔（TheStorr）

## 引用
1. 1 2 3 4  Murray (1966) p. 146.
2. 1 2  Haswell-Smith (2004) p. 173.
3. ↑  Haswell-Smith (2004) pp. 502–03. Modified to include bridged islands.
4. ↑  "Get-a-map" （页面存档备份，存于）. Ordnance Survey. Retrieved 30 March 2008.
5. 1 2 3  蘇格蘭國家紀錄（2013年8月15日）(pdf) Statistical Bulletin: 2011 Census: First Results on Population and Household Estimates for Scotland - Release 1C (Part Two). “附錄2：蘇格蘭有人居住的島嶼的人口和家庭”。 檢索於2013年8月17日。
6. ↑  Infobox reference is Haswell-Smith (2004) pp. 173–179 unless otherwise stated.
7. ↑  "Rick Livingstone's Tables of the Islands of Scotland" （页面存档备份，存于）. (pdf) Region 8. North West, North & East coasts. Argyll Yacht Charters. Retrieved 12 December 2011.
8. 1 2  Slesser (1981) p. 19.
9. ↑  Murray (1966) pp. 147–48.
10. 1 2  . The Scottish Islands Federation.   [29 September 2007]. （原始内容存档于29 September 2018）.
11. ↑  "Gaelic Culture" 的存檔，存档日期22 June 2006..
12. ↑  . A Guide.   [8 January 2019]. （原始内容存档于2017-04-27）.
13. ↑  Murray (1966) p. 155.
14. ↑  "Group 34: islands in the Irish Sea and the Western Isles 1" （页面存档备份，存于）.
15. ↑  Strang, Alistair (1997) "Explaining Ptolemy's Roman Britain". Britannia. 28 pp. 1–30
16. 1 2 3  Haswell-Smith (2004) pp. 173–79.
17. 1 2  p. 105.
18. ↑  Gammeltoft, Peder (2007) p. 487.
19. ↑  Jennings and Kruse (2009) pp. 79–80.
20. ↑  "Haakon Haakonsøns Saga".
21. ↑  "Magnus Barefoot's Saga". English translation: Wikisource. Retrieved 4 June 2008.
22. ↑  . Gazetteer for Scotland.   [1 June 2008]. （原始内容存档于2024-02-15）.
23. ↑  Munro, D. (1818). Description of the Western Isles of Scotland|Description of the Western Isles of Scotland called Hybrides, by Mr. Donald Munro, High Dean of the Isles, who travelled through most of them in the year 1549. Miscellanea Scotica, 2. Quoted in Murray (1966) p. 146.
24. 1 2  .   [2024-02-15]. （原始内容存档于2024-02-15）.
25. ↑  Tinning, William (1 May 2007) "Council says Isle of Skye will keep English name" （页面存档备份，存于）. Glasgow. The Herald. Retrieved 28 December 2012.
26. 1 2  Slesser (1981) p. 19.
27. ↑  马丁·马丁 (1703)  《苏格兰西部诸岛概述》. p. 65.
28. 1 2 3 4 5 6 7 8  Haswell-Smith (2004) pp. 173–79.
29. ↑  " and the In Pinn" （页面存档备份，存于）.
30. ↑  Bennet (1986) p. 222.
31. ↑  Wells, Colin (2007) "Running in Heaven" （页面存档备份，存于）.
32. ↑  即海拔2,500英尺（760）之间3,000英尺（910），地形突起度500英尺（150）以上的山峰。
33. ↑  Johnstone et al. (1990) pp. 234–40.
34. ↑  . Earthwise. British Geological Survey.   [9 February 2020]. （原始内容存档于2024-02-15）.
35. ↑  Murray (1966) p. 149.
36. ↑  Murray (1966) pp. 156–61.
37. ↑  "The locality" 的存檔，存档日期15 December 2007. Elgol & Torrin Historical Society.
38. ↑  Murray (1966) pp. 147, 165.
39. 1 2  "Highland Profile" 的存檔，存档日期4 May 2012..
40. ↑  .   [2024-02-15]. （原始内容存档于2024-02-28）.
41. ↑  "Magical places do exist..." （页面存档备份，存于）.
42. ↑  McGoodwin (2001) p. 250.
43. 1 2  Cooper (1983) pp. 33–35. Averages for rainfall are for 1916–50, temperature 1931–60.
44. ↑  Slesser (1981) pp. 31–33. (20-year averages). See also "Weather Data for Staffin Isle of Skye" （页面存档备份，存于）. Carbostweather.co.uk. Retrieved 7 June 2008.
45. 1 2  Murray (1966) p. 147.
46. ↑  Slesser (1981) pp. 27–31.
47. ↑  Murray (1973) p. 79.
48. ↑  Valor, G. Ballester. . www.ogimet.com.   [2024-02-15]. （原始内容存档于2023-01-28）.
49. ↑  . Met Office.   [2024-02-15]. （原始内容存档于2019-02-05）.
50. ↑  . www.msn.com.   [2024-02-15]. （原始内容存档于2023-01-28）.
51. ↑  . Met Office. 23 February 2021  [23 February 2021]. （原始内容存档于2020-01-25）.
52. ↑  . Met Office. 23 February 2021  [23 February 2021]. （原始内容存档于2023-01-28）.
53. ↑  Saville, Alan; Hardy, Karen; Miket, Roger; Ballin, Torben Bjarke "An Corran, Staffin, Skye: a Rockshelter with Mesolithic and Later Occupation" 的存檔，存档日期29 September 2012..
54. ↑  Wickham-Jones, C.R. and Hardy, K. "Scotlands First Settlers".
55. ↑  Aesthetics, morality and bureaucracy: A case study of land reform and perceptions of landscape change in Northwest Scotland 的存檔，存档日期19 December 2008..
56. ↑  . journals.socantscot.org.   [27 July 2021]. （原始内容存档于2024-04-23）.
57. ↑  "Skye survey" 的存檔，存档日期28 September 2011..
58. ↑  Hunter (2000) pp. 44, 49.
59. ↑  Jennings and Kruse (2009) p. 76.
60. ↑  Jennings and Kruse (2009) p. 77.
61. ↑  Sharpe (1995) Book I, chapter 26; Book II, chapter 33 & note 151.
62. ↑  Fraser (2009) pp. 204–06, 249 & 252–53.
63. ↑  Jennings and Kruse (2009) p. 87.
64. ↑  "The Norse Connection" 的存檔，存档日期8 July 2011..
65. ↑  Mackinnon, C.R. . 1958  [30 April 2010]. （原始内容存档于27 May 2010）.
66. ↑  Sellar (1999) pp. 3–4.
67. ↑  "About the Clan MacInnes" （页面存档备份，存于）.
68. ↑  Murray (1966) p. 156.
69. ↑  "Flora Macdonald's Grave, Kilmuir" 的存檔，存档日期19 January 2012..
70. ↑  Boswell (1785) pp. 142–43.
71. ↑  Murray (1966) pp. 152–54.
72. ↑  Hunter (2000) pp. 249–51.
73. 1 2  约翰逊 (1775) pp. 78–79.
74. ↑  "Dunvegan Castle" 的存檔，存档日期2 August 2013..
75. ↑  "Armadale Castle" 的存檔，存档日期4 August 2004..
76. ↑  "The Barony of MacDonald" 的存檔，存档日期3 August 2009..
77. ↑  Coventry (2008) pp. 381–82.
78. ↑  "Tusdale, Isle of Skye".
79. 1 2  "Skye, Tusdale".
80. ↑  Cooper (1983) p. 77.
81. ↑  "The collapse of the kelp industry" 的存檔，存档日期14 January 2013..
82. ↑  "The Skye and Raasay Clearances – 1853" （页面存档备份，存于）.
83. ↑  "Battle of the Braes".
84. ↑  Haswell-Smith (2004) p. 176.
85. ↑  "Suisnish, Skye".
86. ↑  Allan, John "The Skye Guide" （页面存档备份，存于）.
87. ↑  General Register Office for Scotland (28 November 2003) Scotland's Census 2001 – Occasional Paper No 10: Statistics for Inhabited Islands. Retrieved 26 February 2012.
88. ↑  Slesser (1981) p. 26.
89. ↑  Hunter (2000) pp. 351–52.
90. ↑  Cameron, Charles (1886). The Skye expedition of 1886 its constitutional and legal aspects. Speech delivered by Charles Cameron at a meeting held in the City Hall, Glasgow, on the 10th November, 1886. Glasgow. Alex. MacDonald.
91. ↑  Arlidge, John (25 February 1996) "Who owns Scotland? Wealthy foreign owners of Scottish estates are facing a backlash from locals （页面存档备份，存于）." London. The Independent. Retrieved 2 January 2013.
92. ↑  See Boswell (1785) p. 141 at Internet Archive. (pdf) Retrieved 16 December 2012.
93. ↑  "Scotland's 2011 census: Island living on the rise" （页面存档备份，存于）.
94. 1 2  Mac an Tàilleir, Iain (2004) 1901–2001 Gaelic in the Census （页面存档备份，存于）.
95. 1 2  "Member Profile: Charles Kennedy" 的存檔，存档日期18 January 2008..
96. ↑  .   [2024-02-15]. （原始内容存档于2010-03-01）.
97. 1 2  "The Highland Council (Comhairle na Gaidhealtachd)" （页面存档备份，存于）.
98. ↑  Ross, David (7 May 2011).
99. ↑  "The Aros Experience" 的存檔，存档日期18 December 2012..
100. ↑  Wightman, Andy "Inverness" 的存檔，存档日期6 May 2021.
101. ↑  MacPhail, Issie (2002) Land, Crofting and The Assynt Crofters Trust: A Post-Colonial Geography? （页面存档备份，存于）.
102. ↑  "Welcome" page （页面存档备份，存于）.
103. ↑  "Directory of Members" 的存檔，存档日期19 July 2010..
104. ↑  Macpherson, George W. "Glendale Today" （页面存档备份，存于）.
105. ↑  Jackson, Michael. . Scotland: Dorling Kindersley. 2017: 85. ISBN 9780241328552.
106. ↑  "Talisker Scotch Whisky Distillery" （页面存档备份，存于）.
107. ↑  "Pràban – The Home of fine Scottish Whisky" （页面存档备份，存于）.
108. ↑  "Sitekit reports a record year of growth" 的存檔，存档日期30 December 2010..
109. ↑  "The Croft House Kitchen" 的存檔，存档日期9 January 2013..
110. ↑  .   [2024-02-15]. （原始内容存档于2024-02-15）.
111. ↑  Highland Biodiversity Project (2003) p. 7.
112. ↑  "Welcome" 的存檔，存档日期31 December 2008..
113. ↑  Parker, David et al. (April 2008) "Leading by Example".
114. ↑  "Arts and Crafts" 的存檔，存档日期10 October 2012..
115. ↑  HIE Skye and Wester Ross (2008) "About our area".
116. ↑  .   [2024-02-15]. （原始内容存档于2024-02-15）.
117. ↑  .   [2024-02-15]. （原始内容存档于2021-11-30）.
118. ↑  .   [2024-02-15]. （原始内容存档于2024-02-15）.
119. ↑  . 20 October 2020  [14 March 2021].
120. ↑  .   [2024-02-15]. （原始内容存档于2021-08-17）.
121. ↑  .   [2024-02-15]. （原始内容存档于2023-06-17）.
122. ↑   (PDF). HIE. 1 September 2020  [6 February 2021]. （原始内容存档 (PDF)于2021-01-15）.
123. ↑  . Shetland Islands Council. 2 February 2021  [6 February 2021]. （原始内容存档于2024-06-15）. from 28 December 2020 to 24 January 2021, businesses in Level 3 island areas can now apply for a payment of £2,000 or £3,000
124. ↑  . The Guardian. 2017-08-09. （原始内容存档于2023-06-17）.
125. ↑  15 Tips to Avoid the Crowds on the Isle of Skye in Scotland, 15 July 2020
126. ↑  . BBC News.   [2023-05-02]. （原始内容存档于2024-05-19） （英国英语）.
127. ↑  Alan Rehfisch. . SPICe Briefing. Scottish Parliament Information Centre. 2007  [17 November 2007]. （原始内容存档于2012-11-26）.
128. ↑  "SKAT: The Drive for Justice" （页面存档备份，存于）.
129. ↑  "Getting Here" （页面存档备份，存于）.
130. 1 2  "Potential use of Skye's Ashaig airstrip re-examined" （页面存档备份，存于）.
131. ↑  "Welcome to Sabhal Mòr Ostaig" 的存檔，存档日期12 April 2013..
132. ↑  Pacione, Michael (2005) "The Geography of Religious Affiliation in Scotland". The Professional Geographer 57 (2) pp. 235–255. Oxford. Blackwell.
133. ↑  "Donnie Munro: Biography" 的存檔，存档日期30 May 2014..
134. ↑  "Skye" 的存檔，存档日期9 May 2010..
135. ↑  "Nightfall on Marsco" 的存檔，存档日期11 May 2010. Jimwillsher.co.uk.
136. ↑  "The Peatbog Faeries are ..." （页面存档备份，存于）.
137. ↑  Gough, Jim (30 May 2004).
138. ↑  The Annotated Jethro Tull Lyrics Page 的存檔，存档日期28 October 2007..
139. ↑  Chiesa, Alison (28 April 2008) "Skye music festival pulled as administrators are called in" （页面存档备份，存于）.
140. ↑  "Isle of Skye Music Festival 2006" （页面存档备份，存于）.
141. ↑  "Mylo – Biography".
142. ↑  "Sorley Maclean 1911–1996" （页面存档备份，存于）.
143. ↑  Westland (1997) p. 90.
144. ↑  Mr Standfast 的存檔，存档日期24 February 2012..
145. 1 2  "Prometheus Filming Location Round-up" 的存檔，存档日期14 June 2012..
146. ↑  "Stardust" （页面存档备份，存于）.
147. ↑  "Stardust – The Quiraing" （页面存档备份，存于）.
148. ↑  "Stardust (2007)" （页面存档备份，存于）.
149. ↑  ": The Inaccessible Pinnacle" （页面存档备份，存于）.
150. ↑  Aldona Reyes Mallet. . VisitScotland. September 14, 2015  [2024-02-15]. （原始内容存档于2022-08-15）.
151. ↑  "Full record for 'Highlands and Islands – a Royal Tour'" （页面存档备份，存于）.
152. ↑  Bannan TV series IMDB.com
153. ↑  Bannan TV series （页面存档备份，存于） BBC Alba
154. ↑  West Highland Free Press （页面存档备份，存于）.
155. ↑  . Skye Camanachd.   [25 October 2009]. （原始内容存档于2009-08-28）.
156. ↑  For example, there are only half the number of mammalian species that exist on mainland Britain.
157. ↑  马丁·马丁| (1703). '《斯凯岛概述》'. p. 72.
158. ↑  "The Demise of the White-Tailed Eagle in Scotland" 的存檔，存档日期23 December 2012..
159. ↑  Fraser Darling (1969) p. 79.
160. ↑  "Trotternish Wildlife" 的存檔，存档日期29 October 2013..
161. ↑  Fraser Darling (1969) pp. 71–72.
162. ↑  Fraser Darling (1969) p. 286.
163. ↑  "Trout Fishing in Scotland: Skye" （页面存档备份，存于）.
164. ↑  Fraser Darling (1969) p. 84.
165. ↑  "Native Oysters" 的存檔，存档日期29 October 2013..
166. ↑  Highland Biodiversity Project (2003) p. 6.
167. ↑  "Marine Scotland survey uncovers 'huge' flame shell bed" （页面存档备份，存于）.
168. ↑  Slack, Alf "Flora" in Slesser (1981) pp. 45–58.
169. ↑  Fraser Darling (1969) p. 156.
170. ↑  Highland Biodiversity Project (2003) pp. i, 3.
171. ↑  Mike Merritt, Clan chief Hugh Macleod’s forest will rewild Skye landscape （页面存档备份，存于）, The Times, 2 December 2020